# Calachacra

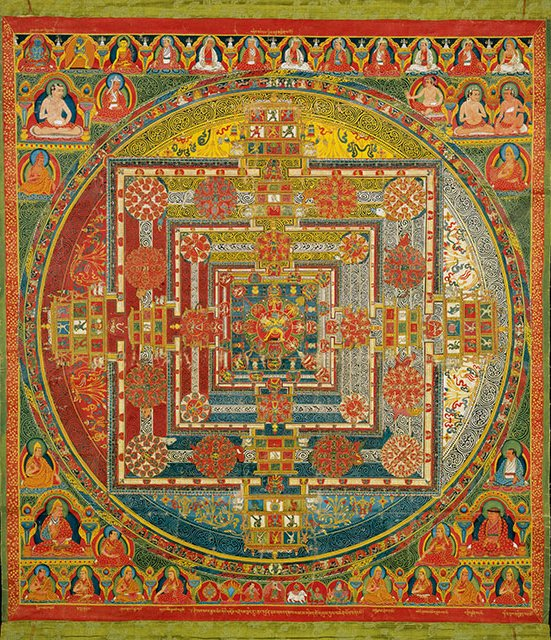
Uma Mandala Kālacakra com as divindades Kalachakra e Vishvamata

Calachacra (em védico: कालचक्र; romaniz.: Kālacakra; em tibetano: དུས་ཀྱི་འཁོར་ལོ།; romaniz.: dus kyi 'khor lo; em mongol: Цогт Цагийн Хүрдэн; romaniz.: Tsogt Tsagiin Hurden; em chinês: 時輪; romaniz.: Shí lún) é um termo polissêmico em sânscrito usado no budismo vajrayana que literalmente significa "roda do tempo" ou "ciclos do tempo". "Kālacakra" é também o nome de uma série de textos budistas e uma linhagem de prática importante no budismo indiano e no budismo tibetano. Considera-se que o tantra pertence à classe mais superior de ioga (anuttara-yoga).
Kālacakra também se refere tanto a uma divindade tântrica patrona ou íidam no Vajrayana quanto às filosofias e iogas da tradição Kālacakra. As origens da tradição estão na Índia e sua história e presença posterior mais ativa foi no Tibete. A tradição contém ensinamentos sobre cosmologia, teologia, filosofia, sociologia, soteriologia, mito, profecia, medicina e ioga. Retrata uma realidade mítica em que eventos cósmicos e sócio-históricos correspondem a processos nos corpos dos indivíduos. Esses ensinamentos têm o objetivo de levar a uma transformação do corpo e da mente da pessoa em um estado de Budeidade perfeita por meio de vários métodos iogues.
A tradição calachacra é baseada no não-dualismo budista maaiana, que é fortemente influenciado pela filosofia madhyamaka, mas também se baseia em uma ampla gama de tradições budistas e não-budistas (como vaibhasika, xivaísmo, vaixnavismo e sânquia). A tradição calachacra sustenta que os ensinamentos calachacras foram ensinados na Índia pelo próprio Gautama Buda. De acordo com estudos budistas modernos, os textos originais em sânscrito da tradição calachacra "se originaram durante as primeiras décadas do século XI, e sabemos com certeza que o Śrī Kālacakra e o comentário Vimalaprabhā foram concluídos entre 1025 e 1040 EC". Kālacakra continua sendo uma tradição ativa do tantra budista no budismo tibetano, e seus ensinamentos e iniciações têm sido oferecidos a grandes audiências públicas, mais notoriamente pelo 14º Dalai Lama, Tenzin Gyatso.

### Textos em sânscrito
O texto em sânscrito do Kālacakratantra foi publicado pela primeira vez por Raghu Vira e Lokesh Chandra em 1966, com um texto em mongol no volume 2. Esta edição de 1966 foi baseada em manuscritos da British Library e da Bir Library, Kathmandu. Uma edição crítica do texto original em sânscrito do Kālacakratantra foi publicada por Biswanath Banerjee em 1985 com base em manuscritos de Cambridge, Londres e Patna.
Um outro volume planejado por Banerjee contendo o Vimalaprabhā parece não ter sido publicado. Os textos em sânscrito do Kālacakratantra e o comentário de Vimalaprabhā foram publicados com base em manuscritos recém-descobertos do Nepal (5) e da Índia (1) por Jagannatha Upadhyaya (com Vrajavallabh Dwivedi e S. S. Bahulkar, 3 vols., 1986-1994). Em 2010, Lokesh Chandra publicou um fac-símile de um dos manuscritos que foi usado por Jagannatha Upadhyaya et al. em sua edição.

### Traduções tibetanas
A tradução tibetana do comentário Vimalaprabhā é geralmente estudada a partir da edição de 1733 Derge Kangyur do cânone tibetano, vol. 40, texto n. 1347. Este foi publicado pela Dharma Publishing, Berkeley, EUA, em 1981.
David Reigle observou, em uma discussão no fórum INDOLOGY de 11 de abril de 2020, que "a tradução tibetana do Kālacakra-tantra feita por Somanātha e 'Bro lotsawa, revisada por Shong ston, é encontrada nas recensões de impressão de bloco Lithang, Narthang, Der-ge, Co-ne, Urga e Lhasa do Kangyur, e também em uma recensão com anotações de Bus ston. Esta revisão Shong foi então adicionalmente revisada pelos dois tradutores Jonang Blo gros rgyal mtshan e Blo gros dpal bzang po. A revisão de Jonang é encontrada nas recensões de Yunglo e Peking do Kangyur, e também em uma recensão com anotações de Phyogs las rnam rgyal."

## Tópicos principais
O Kālacakratantra é dividido em cinco capítulos. O conteúdo dos cinco capítulos é o seguinte:
- O primeiro capítulo trata do que é chamado de "Kālacakra exterior" (o sistema mundial, loka-dhatu), que fornece uma cosmologia baseada em abidarma vaibhasika, sânquia, nos Puranas e na cosmologia jainista.[20] O calendário calachacra, o nascimento e a morte dos universos, nosso sistema solar e o funcionamento dos elementos são expostos. O mito e a profecia do reino de Shambhala também são discutidos.
- O segundo capítulo trata do "Kālacakra interior", que diz respeito à gestação e nascimento humanos, às funções dentro do corpo humano e aos aspectos do corpo sutil, principalmente os canais, ventos, gotas e assim por diante. A experiência humana é descrita por quatro estados mentais: vigília, sonho, sono profundo e um quarto estado que está disponível através das energias do orgasmo sexual. Os potenciais (gotas, bindus) que dão origem a esses estados são descritos, juntamente com os processos que deles fluem.
- O terceiro capítulo trata dos requisitos e preparação para a meditação, principalmente, as iniciações (abhisheka) de Kālacakra.
- O quarto capítulo explica o sadhana e o yoga (práticas espirituais), tanto a meditação sobre a mandala e suas divindades no estágio de geração, quanto as práticas do estágio de perfeição dos "seis yogas".
- O quinto capítulo descreve o estado de gnose (jñāna), que é o resultado ou fruto da prática.

### Cosmologia

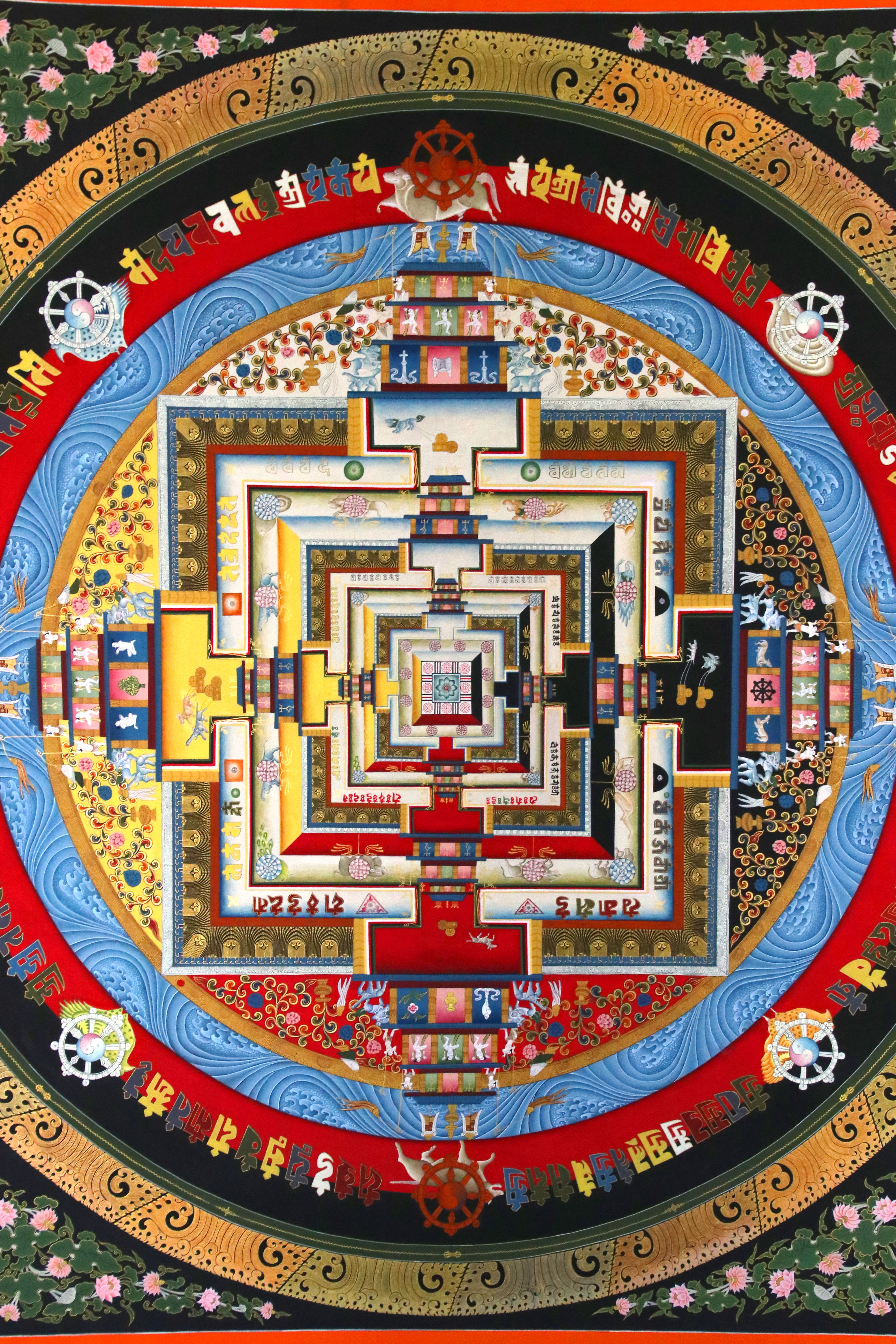
A Mandala de Calachacra retrata os ensinamentos do tantra em forma simbólica visual

Na cosmologia do Kālacakratantra, o samsara (existência cíclica) é composto de inúmeros campos búdicos e dos cinco elementos ou propriedades (caracterizados pela origem, duração e destruição). Todo o cosmos surge devido ao carma coletivo dos seres sencientes, que produz ventos vitais (vayu) que moldam e dissolvem as partículas atômicas que compõem as várias coisas inanimadas do mundo e os corpos dos seres sencientes.
Um elemento chave do Kālacakratantra é a correspondência entre processos macrocósmicos e processos microcósmicos. O Kālacakratantra mapeia as várias características e processos de desenvolvimento do sistema mundial para várias características do corpo humano. A frase "como é fora, assim é dentro do corpo" (yatha bahye tatha dehe) é frequentemente encontrada no Kālacakratantra para enfatizar as semelhanças e correspondências entre os seres humanos (Kālacakra interior) e o cosmos (Kālacakra exterior), também como com a mandala de calachacra iluminada de deidades (Kālacakra alternativo). Essa correspondência ocorre porque tanto o cosmos quanto os corpos dos seres sencientes passam a existir devido à eficácia das propensões habituais das mentes dos seres. Nesse sentido, o cosmos é como uma réplica cósmica do corpo de um ser senciente. Assim, pode-se dizer que o cosmos e o indivíduo são não-dual e mutuamente penetrantes, mesmo em termos de sua existência convencional. Estão interligados e influenciam-se mutuamente.

A razão básica para esta exposição é que uma compreensão adequada da realidade convencional fornece uma base para a compreensão da realidade última. Em relação à realidade última, Wallace observa ainda:
"Em termos de realidade última, o cosmos e o indivíduo também são da mesma natureza, a natureza da gnose (jñāna), que se manifesta na forma de vacuidade (sunyata-bimba). Aqueles que estão livres dos obscurecimentos aflitivos e cognitivos percebem o mundo de maneira não-dual como a forma da vacuidade; isto é, eles percebem o mundo como uma unidade inseparável de forma e vacuidade. Por outro lado, os seres sencientes comuns, cuja percepção é influenciada pelos obscurecimentos aflitivos e cognitivos, veem o mundo de forma dual, como algo diferente de si mesmos. Eles vêem o mundo como um lugar comum habitado por seres sencientes comuns. Mas, na realidade, todo o cosmos, com Meru em seu centro, é um corpo cósmico do Jina, uma imagem cósmica ou reflexo (pratima) do Buda, tendo a natureza da forma. Como tal, é semelhante ao Nirmanakaya do Buda. Portanto, de acordo com este sistema tântrico, deve-se atender a esta imagem cósmica do Buda como se atende à estátua do Buda, criada para adoração."
A seção do tantra sobre cosmologia também inclui uma exposição da astrologia indiana. No Tibete, o texto calachacra também é a base dos calendários astrológicos tibetanos.
Wallace também acrescenta que este sistema cosmológico baseado nos três Calachacras é visto principalmente pela literatura calachacra "como um modelo heurístico para fins meditativos". De acordo com Wallace, todos os diferentes paradigmas delineados no Kālacakratantra são modelos contemplativos que "servem como dispositivos para aprofundar a compreensão da interconexão de todos os fenômenos e para treinar a mente a perceber o mundo de uma forma não-dual" e, assim, usando-os, pode-se "diminuir as propensões habituais de uma mente comum, dualista".
Essa visão de interconexão também é aplicada entre todos os seres humanos e todos os seres sencientes e contém métodos para treinar a mente de modo a perceber todos os seres sencientes como não-duais de si mesmo. De acordo com Wallace, o Kālacakratantra afirma que "devemos olhar para o mundo triplo como semelhante ao espaço e como unitário". O tantra também afirma que "todos os seis estados de existência transmigratória já estão presentes em cada indivíduo", e isso está relacionado à doutrina dos três gunas.

### Tempo e ciclos
O Kālacakratantra gira em torno do conceito de tempo (kāla) e ciclos ou rodas (chakra). Convencionalmente falando, isso se refere aos ciclos dos planetas, aos ciclos da respiração humana e às energias sutis do corpo. Em relação ao aspecto externo ou "de fora" da realidade convencional, a roda do tempo refere-se à passagem dos dias, meses e anos (assim como os ciclos do zodíaco), enquanto no que diz respeito ao aspecto individual ou interno, refere-se "à circulação de pranas [ares vitais] dentro da roda dos nadis [canais sutis] no corpo”, que está ligada aos 12 aspectos da origem dependente e aos 12 signos do zodíaco. Esses diferentes ciclos estão interligados e correspondem uns aos outros.

No primeiro capítulo, afirma-se que o mundo emerge da vacuidade e da força do tempo, que é uma espécie de poder que origina o universo:
"Por causa do tempo (kalat), dos vazios (sunyesu), originam-se o vento, o fogo, a água, a terra; os continentes, montanhas e oceanos; as constelações, o sol, a lua, a hoste de planetas estelares e os sábios; deuses, bhutas e nagas; animais que têm quatro tipos de local de nascimento; humanos e seres infernais também, na terra múltipla e abaixo, originam-se no meio do vazio (sunyamadhye), como sal na água, e o nascido-do-ovo no meio de um ovo."
Chakra, por sua vez, refere-se ao universo e todas as coisas nele (ou seja, os cinco agregados, constituintes e bases do mundo), que existem como padrões cíclicos alimentados pelo tempo. Kāla também é dito como conhecimento (jñana) e chakra é o cognoscível (jneya). No sentido universal, então, o termo Kālacakra é abrangente e refere-se à unidade da base da realidade e da própria realidade em si. De acordo com Wallace, do ponto de vista da realidade última, "Calachacra" refere-se a:
"a não dualidade de duas facetas de uma única realidade–a saber, sabedoria (prajña), ou vacuidade (sunyata), e método (upaya), ou compaixão (karuna). A palavra "tempo" refere-se à gnose da bem-aventurança imperecível (aksara-sukha-jñana), que é um método que consiste em compaixão; e a palavra "roda" designa a sabedoria que consiste da vacuidade. Sua unidade é o Buda Kālacakra."
Assim, Calachacra se refere às manifestações da existência cíclica e do nirvana, bem como suas causas. Calachacra, portanto, representa uma única realidade unificada (também chamada Adi-Buda, Sahajakaya, Jñanakaya, Sahajananda e Vajrayoga). Quando esta realidade se manifesta como numerosos fenômenos, ela é chamada de samsara. Vesna Wallace observa como a ideia do tempo como uma realidade criativa universal tem precursores na literatura védica e nas Upanixades e que é provável que eles tenham inspirado a teoria da roda do tempo do Kālacakratantra.
No entanto, o Kālacakratantra deixa claro que o Calachacra é ele próprio vazio de existência inerente (isto é, essência) e não é um fenômeno independente, mas dependente de condições (uma posição clássica do Madhyamaka). Como observa Wallace, o corpo cósmico e o corpo do indivíduo são compostos de vários ciclos de origem dependente. Além disso, "cada ciclo de origem dependente, que compreende ciclos progressivamente menores de origem dependente, surge na dependência de outros ciclos de origem dependente e, portanto, é vazio de existência inerente".

### Visão
A visão filosófica do Kālacakratantra é, sem dúvida, a da escola budista maaiana madhyamaka, e o texto tenta refutar todos os outros sistemas budistas e não-budistas. Conforme observado por Wallace, o Kālacakratantra afirma que "somente os madiamicas que afirmam a não-dualidade da compaixão e da vacuidade evitam o fracasso filosófico".

O Kālacakratantra resume suas doutrinas fundamentais na seguinte passagem:
"A ausência de identidade, a maturação do carma, os três reinos, os seis estados de existência, a originação devida à dependência de doze membros, as Quatro Verdades, as dezoito qualidades únicas do Buda, os cinco agregados psicofísicos, os três corpos e o Sahajakaya, e a vacuidade animada. O sistema em que estes são ensinados é a instrução clara e definida de Vajri."
De acordo com Vesna Wallace, a tradição calachacra tem uma interpretação única da vacuidade que não é apenas uma mera negação da existência inerente (svabhava), mas também se refere à "ausência de constituintes materiais do corpo e da mente do indivíduo". Este "aspecto de vacuidade (sunyatakara), ou "forma de vacuidade" (sunyata-bimba), é, de acordo com Wallace:
"uma forma que está vazia tanto de existência inerente quanto de partículas físicas. É uma forma que é dotada de todos os sinais e símbolos do Buda. Essa forma de vacuidade, também conhecida como "forma vazia", também é considerada como "vazio animado" (ajada-sunyata). Por ser animado, essa vacuidade é a causa da felicidade suprema e imutável (paramacala-sukha). A não dualidade de causa e efeito é o ensinamento essencial deste tantra."
O caminho e objetivo calachacra único é baseado nessa visão. Seu objetivo é:
"a transformação do próprio corpo físico grosseiro em uma forma luminosa desprovida tanto da matéria grosseira quanto do corpo sutil dos pranas. A transformação da própria mente na mente iluminada da bem-aventurança imutável ocorre na dependência direta dessa transformação material. Acredita-se que a realização dessa transformação seja o estado de Buda perfeito e completo na forma de Kālacakra, o Buda Primordial Supremo (paramadi-buddha), que é o Senhor onisciente e inato dos Jinas, a verdadeira natureza da própria mente e do corpo."
A suprema bem-aventurança imperecível também é definida como paz (santa), e permeia os corpos dos seres sencientes e do mundo inteiro. Para os seres que estão no samsara, esta mente búdica bem-aventurada também se manifesta como bem-aventurança sexual, durante a qual a mente se torna livre de conceitos e não-dual por um breve momento. Assim, a tradição calachacra enfatiza a importância de não evitar a felicidade sexual, mas usá-la no caminho, pois é uma espécie de facsímile da realização da vacuidade e produz alegria mental. Também enfatiza a importância de se reter o sêmen durante a união sexual, bem como a importância da motivação adequada e não-apego em estados de felicidade.

O objetivo do Calachacra também é descrito como o acesso à gnose ou conhecimento (jñana, também chamado de vajra-yoga, prajñaparamita, vidya "conhecimento espiritual" e Mahamudra), que é definido como "a mente de bem-aventurança imutável", e a união de sabedoria e método, ou vacuidade e compaixão. Jñana também é a mente livre de relações causais (niranvaya) e vazia de existência inerente. O Adibuddhatantra (ou seja, o Kālacakratantra raiz) descreve jñana da seguinte forma:
"Ultrapassou [as designações:] "Existe" e "Não existe". É a cessação da existência e não-existência. É não-dual. É o vajra-yoga que não é diferenciado da vacuidade e da compaixão. É a felicidade suprema. Ele transcendeu a realidade dos átomos. É desprovido de dharmas vazios. Está livre da eternidade e da aniquilação. É o vajra yoga que não tem relações causais."
Jñana é uma mente pura e radiante, desprovida de quaisquer impurezas de tendências habituais (vasana). Ele não tem forma e é desprovido de partículas atômicas e está além do sujeito e do objeto. É livre de conceituações e é uma luminosidade natural autoconsciente (svasamvedana) que é sem partes e onipresente. Jñana é o estado de Buda, a realidade última ou talidade (tathata). É o Dharmadhatu, que é o princípio primordialmente não originado (adi) ou fonte atemporal (yoni) de todos os fenômenos. Jñana também está além de todas as classificações e transcende o samsara e o nirvana (embora apareça/se manifeste como ambos). Uma vez que é não-dual com a vacuidade, é vazio de existência inerente.

Jñana também se manifesta como corpos, incluindo os quatro corpos de Buda (o Sahajakaya, Dharmakaya, Sambhogakaya e Nirmanakaya) e os corpos de seres sencientes (cada um dos quais se diz conter os quatro corpos de Buda em formas não manifestas). De acordo com o Kālacakratantra, a consciência iluminada está inatamente presente no corpo de um indivíduo comum:
"Assim como o espaço não desaparece [de uma jarra] quando a água é despejada na jarra, da mesma forma, o céu-vajri, que é o penetrante do universo e desprovido de objetos dos sentidos, está dentro do corpo."
No entanto, mesmo que todos os seres tenham essa consciência iluminada, ela não é atualizada se não for averiguada e isso acarreta a ausência de aflições mentais ou impurezas que bloqueiam o reconhecimento da consciência iluminada. Essas aflições mentais também estão intimamente ligadas aos pranas ou ventos vitais (que dizem causar e sustentar as aflições) e, portanto, à constituição psicofísica do indivíduo. Assim, o despertar ocorre através da purificação dos pranas.

### Deidade e o Adibuda

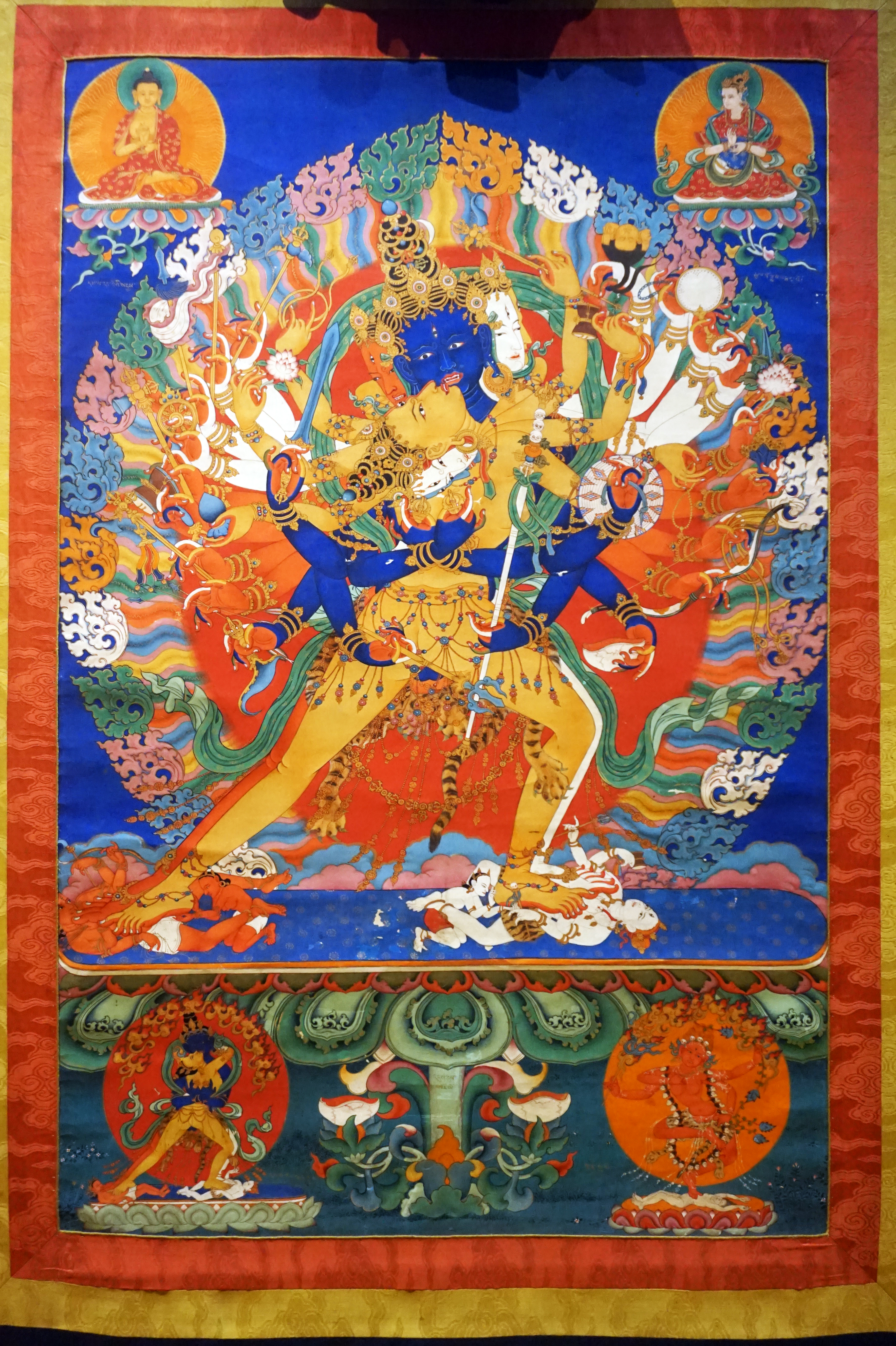
Deidade Kālacakra com consorte Visvamata.

Kālacakra também se refere a uma divindade específica que aparece como uma feroz divindade azul com vários braços em união sexual (yab-yum) com uma consorte chamada Visvamata (ou Kālacakri). O primeiro capítulo do Kālacakratantra apresenta a divindade da seguinte forma:
"Homenagem a Kālacakra, que tem como conteúdo a vacuidade e a compaixão, sem originação ou aniquilação das três existências, que está observando uma incorporação consistente de conhecimento e objetos de conhecimento como não-existência."
As divindades Kālacakra representam os aspectos do estado de Buda: a união não-dual (advaya) de compaixão e vacuidade, a união de prajña e upaya, bem como o mahasukha (grande bem-aventurança) da iluminação. Como Calachacra é tempo e tudo é o fluxo do tempo, Calachacra sabe tudo. Calachacri, sua consorte e complemento espiritual, está ciente de tudo que é atemporal, não limitado ao tempo ou fora do reino do tempo. As duas divindades são, portanto, temporalidade e atemporalidade conjuntas. Da mesma forma, a roda ou círculo (chacra) não tem começo nem fim (representando a atemporalidade), assim o termo Kāla-cakra inclui o que é atemporal e o próprio tempo. Um dos tópicos-chave do Kālacakratantra é o Adi-Buda (Buda Primordial ou Primeiro Buda). Em relação ao Adibuddha, o tantra afirma:
"Àquele abraçado pelo Bhagavati Prajña, aquele que não tem aspecto embora possua aspecto; àquele que tem a bem-aventurança do imutável e que abandonou os prazeres do riso e assim por diante; ao progenitor dos Budas, sem origem e aniquilação, possuindo os três corpos, conhecendo corretamente os três tempos - o onisciente Bhagavan Paramadhibuddha, eu adoro essa não-dualidade."
Vesna Wallace observa que neste tantra, o Adibuda é falado de duas maneiras distintas. A primeira é a ideia de que existe um ser que foi "o primeiro a obter o estado de Buda por meio da bem-aventurança imperecível caracterizada pelo despertar perfeito em um único momento". A literatura Kālacakra também se refere a um Adibuda que esteve desperto desde tempos sem começo, "sem começo ou fim". De acordo com Wallace, isso se refere à "gnose inata que permeia as mentes de todos os seres sencientes e é a base do samsara e do nirvana".
Da mesma forma, há uma ambiguidade na forma como a divindade Calachacra é explicada no tantra. De acordo com Hammar, às vezes Calachacra se refere ao Adi-Buda (que é incriado, além do tempo, eterno, a origem do mundo, onisciente, não-dual e além da causalidade), enquanto às vezes o nome Calachacra se refere especificamente à figura masculina em união com Visvamata. Com relação ao difícil e complexo termo Adi-Buda, Hammar conclui que se pode vê-lo como uma maneira de descrever a natureza búdica, "o que significa que há uma semente búdica nos seres humanos que está sempre lá". Também pode ser outra maneira de descrever sunyata (vacuidade), que também está presente em todos os lugares.
Algumas passagens do tantra também mencionam o Buda Shakyamuni. Eles notam como ele se transformou em Calachacra quando ensinou o tantra a Sucandra, o rei de Shambala. Algumas passagens do tantra também igualam Sakyamuni com Adi-Buda.

### Mandala

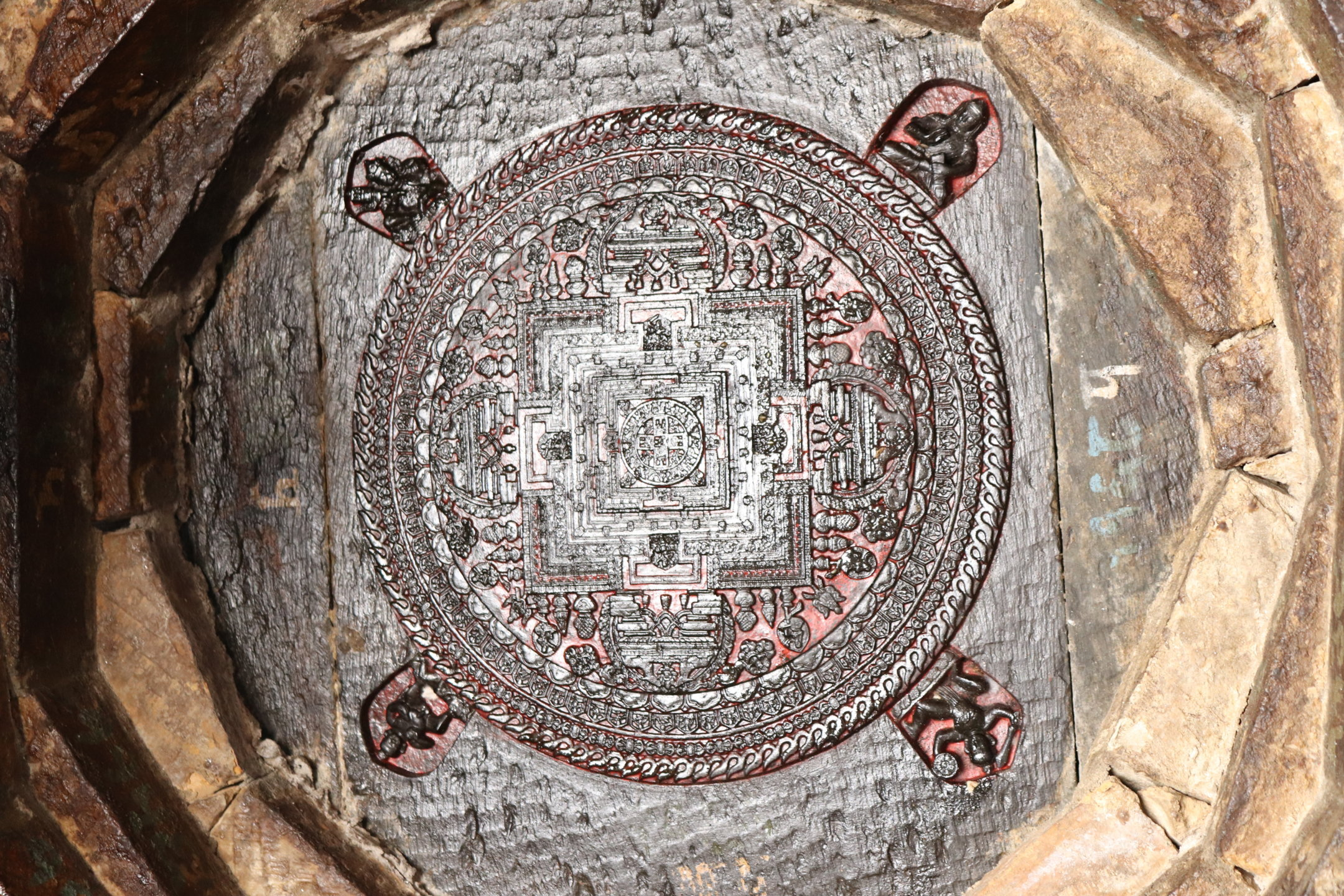
Uma mandala de calachacra de pedra no Hiraṇyavarṇa Mahāvihāra, um templo budista em Patan, Nepal, construído no século XII.

A divindade Calachacra e sua consorte residem no centro da mandala de calachacra em um palácio que consiste em quatro mandalas, uma dentro da outra: as mandalas do corpo, fala e mente, e bem no centro, sabedoria e grande bem-aventurança.
As deidades da mandala são classificadas em vários conjuntos de famílias ou clãs (kula) como segue:
- Três famílias representando corpo, fala e mente; os canais esquerdo, direito e central; aos reinos do desejo, forma e ausência de forma e aos três corpos do Buda.
- As quatro famílias correspondem ao sangue uterino, sêmen, mente e gnose; ao corpo, fala, mente e gnose; às quatro gotas (bindu); aos quatro estados da mente—a saber, vigília, sonho, sono profundo e o quarto estado; ao sol, lua, Rahu e Agni (Quetu), e em termos de sociedade, são as quatro castas.
- As cinco famílias são os cinco agregados psicofísicos (skandha) e, em termos de sociedade, são as quatro castas e os párias. Com relação à realidade última, eles são os cinco tipos de gnose do Buda que se manifestam como os cinco Budas—Aksobhya, Vairocana, Ratnasambhava, Amitabha e Amoghasiddhi.
- As seis famílias são os cinco agregados psicofísicos e seu vazio; e em termos de sociedade, são as quatro castas e as classes de dombas e candalas. No que diz respeito à realidade última, as seis famílias são os cinco Budas acima mencionados e o Svabhavikakaya.

### Ensino sociopolítico

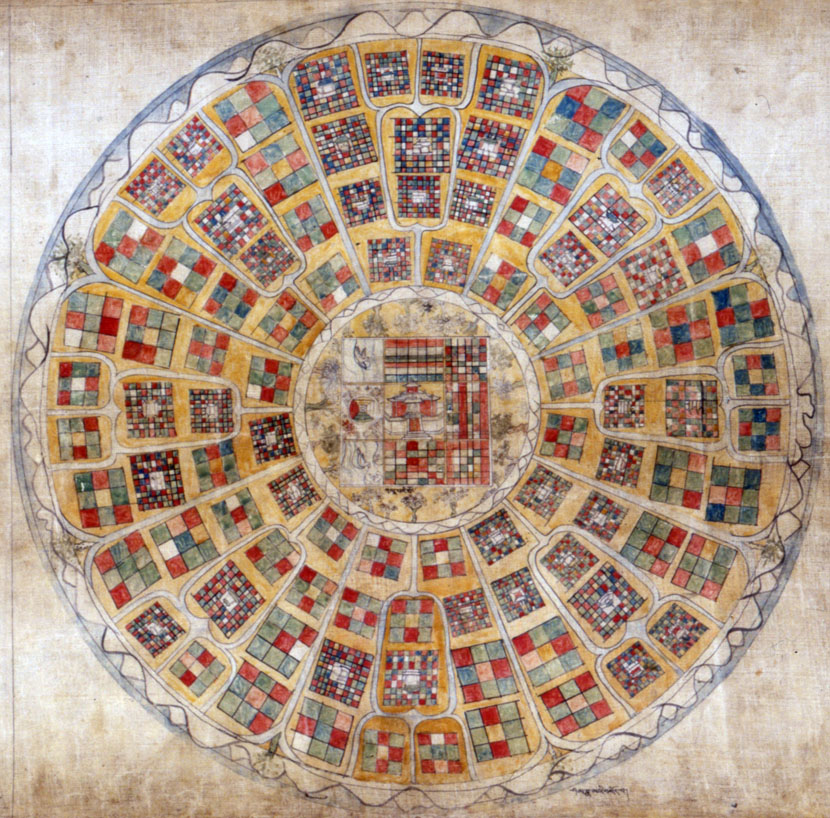
Mapa tibetano de Shambhala (século XVI), a sociedade ideal retratada na tradição Kālacakra.

O Kālacakratantra contém várias ideias sobre a sociedade, o lugar do indivíduo na sociedade e como eles estão inter-relacionados. Estes fornecem uma teoria sociológica que forma a estrutura para as ideias do Kālacakratantra sobre história, profecia e soteriologia. O sistema calachacra é único, pois é o único tantra budista que explora essas questões sociais e de casta extensamente.
Como textos e tradições budistas anteriores, a literatura calachacra é fortemente crítica das divisões de castas indianas tradicionais e visões bramânicas da hierarquia e status das castas como sendo divinamente ordenadas e possuindo qualidades morais inerentes. Os budistas indianos substituíram esse modelo pela ideia de que todos os humanos são aproximadamente iguais e que as divisões de castas são meras designações convencionais. O Kālacakratantra adota essas visões e também as interpreta através de uma lente tântrica. No sistema calachacra, todas as pessoas são iguais, pois todas são vazias de existência inerente, são todas parte da mesma realidade não-dual, ou seja, Calachacra e, portanto, todos têm o potencial para o estado de Buda.
A tradição calachacra via o apego à casta e à família como bloqueios espirituais e os textos calachacras alertam contra a discriminação social, que se baseia nesse apego e tem efeitos negativos na prática do caminho. De fato, os textos calachacras muitas vezes veem a ausência de apego ao status social como um pré-requisito para receber ensinamentos tântricos. Por causa disso, os textos calachacras tentam mostrar a insubstancialidade da classe social e casta e, assim, refutar a base do apego à casta. De acordo com Wallace, "para demonstrar a insustentabilidade da discriminação social, o Kālacakratantra às vezes usa um tipo de análise que é semelhante ao frequentemente aplicado em refutações budistas da existência independente de uma identidade pessoal".
O sistema calachacra também liga as implicações soteriológicas das relações sociais a eventos sociopolíticos. Eventos negativos, como as conquistas muçulmanas da Índia e o declínio do budismo na Índia, estão ligados à segregação e divisões sociais (baseadas em ensinamentos purânicos corruptos). Enquanto isso, eventos positivos como a derrota do "dharma bárbaro" (ou seja, Islã) estão ligados à unificação social e espiritual de todas as castas, intocáveis e bárbaros em uma única família vajra. Como os Dharmas vaisnava e saiva promovem o preconceito de classe (jati-vada), criam um falso senso de identidade baseado em casta e, assim, criam divisões sociais, a tradição calachacra aconselha os praticantes budistas a não admirar ou seguir esses Dharmas. A tradição também vê a teoria das castas como relacionada a falsas teorias de um eu (atman), ao preconceito linguístico (baseado na crença na superioridade do sânscrito) e às teorias de um deus criador.
Devido a essas preocupações, as promessas tântricas encontradas no sistema calachacra envolvem transgressões das convenções sociais indianas, como associar-se e estar em contato físico com todas as várias classes sociais sem distinção e vê-las como iguais. Isso era muitas vezes representado em festas rituais tântricas conhecidas como ganachacras, em que todos eram considerados parte de uma família vajra. Essa prática de igualdade social também não deveria ser limitada a contextos rituais, como parece ter sido o caso do tantra xaiva.
O sistema calachacra também explica como toda a sociedade está, de certa forma, também incluída no microcosmo do corpo do indivíduo, que é uma manifestação do corpo sociorreligioso. Assim, os diferentes tipos de pessoas e castas são mapeados nas características físicas do corpo de uma pessoa e nos elementos que compõem um ser senciente (agregados, faculdades sensoriais, etc). De acordo com Wallace, a inter-relação e a difusão mútua dos vários componentes da mente e do corpo do indivíduo representam a integração social e étnica de uma sociedade social e etnicamente mista."

Sobre a sociologia do Kālacakratantra, Wallace conclui:
"as relações e influências mútuas do indivíduo, do cosmos e do tempo são paralelas às da sociedade. Assim, a organização e as funções dos diferentes membros do corpo social são não duais em relação à estrutura e funções dos diferentes membros dos corpos do indivíduo, o cosmos e a consciência iluminada... Assim como a transformação e a unificação dos vários componentes da própria mente e do corpo neste caminho tântrico transformam a experiência do ambiente natural, também transforma a experiência do ambiente social. Da mesma forma, nesta tradição tântrica, a unificação de todos os aspectos fenomênicos e últimos da família vajra, que abole todas as dualidades, nada mais é do que o estado de autoconhecimento: o estado de conhecer a si mesmo como cosmos, sociedade, indivíduo e consciência iluminada; e esse autoconhecimento é o que se entende por onisciência (sarva-jnana) na tradição do Kālacakratantra."

### Reino de Shambhala e sua guerra santa com os bárbaros

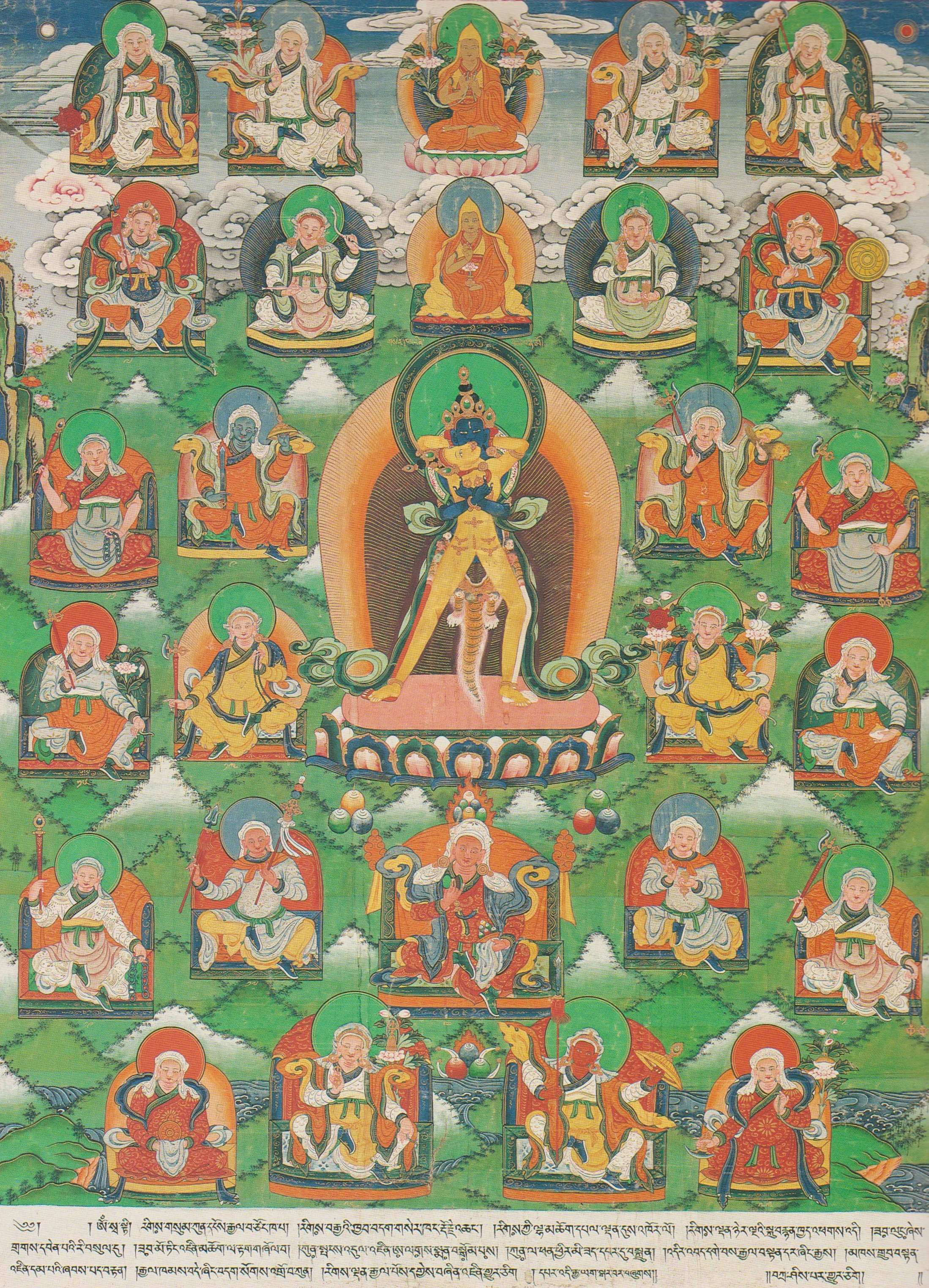
Os 25 reis de Shambhala

O Kālacakratantra contém passagens que se referem a um reino budista chamado "Shambhala", que é governado por uma linhagem de reis budistas que preservam os ensinamentos do Calachacra. Diz-se que este reino está localizado perto do monte Cailasa e sua capital é Kalāpa. Também menciona como este reino entra em conflito com invasores chamados mleccha (bárbaros), que a maioria dos estudiosos concorda que se refere aos muçulmanos e às invasões muçulmanas da Índia.
De acordo com John Newman, os budistas que compuseram o Kalacakratantra provavelmente tomaram emprestado o conceito hindu de Kalki e adaptaram o conceito. Eles combinaram sua ideia de Shambhala com Kalki para refletir a situação teopolítica que enfrentaram após a chegada do Islã na Ásia Central e no Tibete ocidental. O texto profetiza uma guerra travada por um enorme exército de budistas e hindus, liderados pelo rei Raudra Kalkin, contra os perseguidores muçulmanos. Então, após a vitória do bem sobre o mal e a conquista das liberdades religiosas, Kalki inaugura uma nova era de paz e Sambhala se tornará um lugar de perfeição. Outras batalhas com os bárbaros também são descritas em épocas posteriores.
Urban Hammar observa que uma passagem do tantra menciona uma série de figuras que dizem estar a serviço de cobras demoníacas. Essas figuras são "Adão, Noé, Abraão, Moisés, Jesus, "O vestido de branco", Maomé e Mathani." Hammar acrescenta que "Maomé e seu ensinamento do Islã são apresentados como um ensinamento bárbaro e, consequentemente, o principal inimigo do budismo".
De acordo com John Newman, passagens do Vimalaprabhā também mencionam um ano do calendário islâmico (403 AH, 1012–1013 EC). Isso apoia a datação deste texto de tradição calachacra no século XI por estudiosos tibetanos e ocidentais, bem como a ligação com a história indiana daquela época que viu conflitos com invasores islâmicos gaznévidas. Alexander Berzin também observa que as fontes tibetanas mencionam os "bárbaros" abatendo o gado enquanto recitavam o nome de seu deus, o véu das mulheres, a circuncisão e cinco orações diárias voltadas para sua terra santa, o que deixa poucas dúvidas de que a profecia parte do texto está se referindo aos muçulmanos.

De acordo com o Kālacakratantra, a batalha com os bárbaros será uma "batalha ilusória". Além disso, algumas passagens do Kālacakratantra descrevem a guerra santa contra os bárbaros de uma perspectiva microcósmica como ocorrendo dentro do corpo e da mente do praticante budista. Esses versos igualam os bárbaros com impurezas mentais e estados mentais ruins, como ignorância. Eles equiparam a vitória na batalha à obtenção da libertação e à derrota de Mara (Morte). O Kālacakratantra afirma:
"A luta com os reis mleccha está realmente ocorrendo no corpo dos seres humanos. Aquilo que no distrito de Makha é uma batalha ilusória com os bárbaros não é uma batalha."
O Vimalaprabha afirma:
"A luta se localiza no corpo porque a batalha com o rei mleccha está ligada ao corpo, no meio do corpo e porque o exterior é a forma de ilusão e a batalha mleccha no reino Makha não é a batalha."
Hammar conclui:
"Uma conclusão radical é dada neste versículo. A luta é realmente no corpo e é uma forma de libertação no sentido budista. Nos textos, é óbvio que a luta interna tem um valor de verdade maior do que a externa. Lendo o que realmente está escrito no texto, diz-se que a luta no mundo exterior não vai acontecer. A famosa batalha escatológica entre o rei de Shambhala, o Kalkin, não acontecerá e, em vez disso, é um método de meditação. O caminho interior com liberação e iluminação é superior. Mas no final, porque maiá (o mundo ilusório) é mencionada neste contexto, é possível imaginar que o que acontece no mundo exterior é de fato uma ilusão, mas ainda tem um certo valor de realidade. A explicação escrita nesses versos normalmente não é dada nas iniciações de Calachacra, onde muita ênfase é colocada no ponto de que todos os que participam da iniciação vão tomar parte na batalha escatológica ao lado do vigésimo quinto rei de Shambhala, o Raudra Kalkin no ano de 2325. Aqui parece ser mais um método de meditação."

### Corpo sutil
Um elemento chave dos ensinamentos calachacras é a compreensão de certos aspectos energéticos sutis do corpo humano. No Calachacra (como em outras tradições tântricas), acredita-se que o corpo humano contém certos elementos sutis, principalmente os três canais (nadis, esquerdo, direito e central), os ventos vitais (lung, prana), as quatro gotas (bindus) e seis chacras. Esses elementos funcionam de maneira cíclica, semelhante à forma como os elementos cosmológicos também têm seus movimentos cíclicos. O Kālacakratantra contém descrições detalhadas desses elementos sutis do corpo. No sistema calachacra, os seis chacras que se encontram ao longo do canal central são os seguintes:
1. O Chacra Coronário
2. Chacra Frontal
3. Chacra Laríngeo
4. Chacra Cardíaco
5. Chacra Umbilical
6. Chacra do Lugar Secreto (região púbica)

Esses elementos sutis são usados durante a prática da meditação tântrica para alcançar a felicidade imutável e a sabedoria primordial. Alexander Berzin escreve que "durante a capacitação de Calachacra, visualizações de diferentes sílabas e discos coloridos nesses pontos purificam tanto os chacras quanto seus elementos associados".
De acordo com Gen Lamrimpa: "O Kālacakra Tantra enfatiza a obtenção de um corpo de Buda por meio do corpo de forma vazia, que é usado para alcançar a bem-aventurança imutável, a mente de um Buda. Isso difere de outros tantras de ioga mais elevados, nos quais o corpo de buda é alcançado pela transformação da energia primordial extremamente sutil no corpo ilusório."

### Adoção de conteúdo não budista
De acordo com Vesna Wallace, no Kālacakratantra encontra-se "uma absorção autoconsciente, ou apropriação, dos modos de expressão que são característicos dos sistemas religiosos rivais da Índia". Essa adoção de conteúdo não-budista se estende a várias áreas do sistema tantra, incluindo sua teoria, linguagem, medicina e cosmologia. Wallace argumenta que isso está "inextricavelmente relacionado aos esforços de conversão tântrica budista" e é justificado pelo tantra "como um meio hábil para levar indivíduos de diversas disposições mentais ao amadurecimento espiritual". O tantra também adverte que não se deve agarrar-se à própria visão de maneira dogmática, mas também afirma que se deve ter cuidado para não cair sob a influência de outros ensinamentos "familiarizando-se com esses ensinamentos para refutá-los."
O Kālacakratantra se refere a e se baseia em muitas tradições diferentes, incluindo tradições não-budistas, como as tradições xaiva, sânquia, vaixnava, jain, védica e purânica. A mandala de calachacra também inclui divindades que são igualmente aceitas por hindus, jainistas e budistas. As ideias dessas tradições são adotadas e reinterpretadas a partir de uma perspectiva budista. Alguns exemplos de doutrinas não-budistas que o Kālacakratantra faz uso incluem: as doutrinas sânquia de prakrti e purusha (assim como os 25 tattvas e os três gunas), o conceito do quarto estado (turiya) possivelmente extraído dos Ágamas xaivas, e os dez avatares de Vixnu. Além disso, de acordo com Wallace, o tantra "incorpora em sua mandala as diversas divindades que eram adoradas por budistas e não-budistas".

Vesna Wallace observa ainda que,
"O fato de que a conversão de grupos heterodoxos foi uma das motivações por trás da adoção de ideias não-budistas específicas do Kalacakratantra implica que seus ensinamentos pertencentes à visão de mundo calachacra não eram mantidos em segredo do público; isto é, eles não foram guardados como ensinamentos secretos destinados a uma elite iniciada. Além disso, a preferência da tradição calachacra por apresentar explicitamente suas visões tântricas específicas é resultado de seus esforços de conversão abertamente professados."
Wallace observa que um estudo da literatura calachacra mostra que os ensinamentos deveriam ser acessíveis a grupos não-budistas. O Kālacakratantra afirma que "alguém obterá pureza e todas as virtudes ao receber a iniciação", seja budista, xaiva, brâmana, jaina, etc. Também diz que a iniciação na mandala de calachacra também é iniciação nas mandalas de todas as divindades, incluindo as de não-budistas. O tantra também afirma que o Buda Calachacra é a fonte e professor de todos os sistemas religiosos e, portanto, afirma o valor deles, ao mesmo tempo em que os inclui no tantra budista e fornece uma justificativa para a adoção de ideias não-budistas pelo tantra. Esses sistemas religiosos são, é claro, reinterpretados de novas maneiras. Por exemplo, o sacrifício védico é reinterpretado em termos da prática do ioga tântrico.
No entanto, embora o Kālacakratantra adote um conteúdo não-budista, ele critica a religião purânica bramânica. Segundo Wallace, o texto "frequentemente se refere aos ensinamentos bramânicos, especialmente os dos Puranas, como falsos ensinamentos, desprovidos de raciocínio, criando confusão entre os tolos, e compostos por sábios bramânicos corruptos para promover sua própria classe social."

## Prática

### Iniciação e preliminares

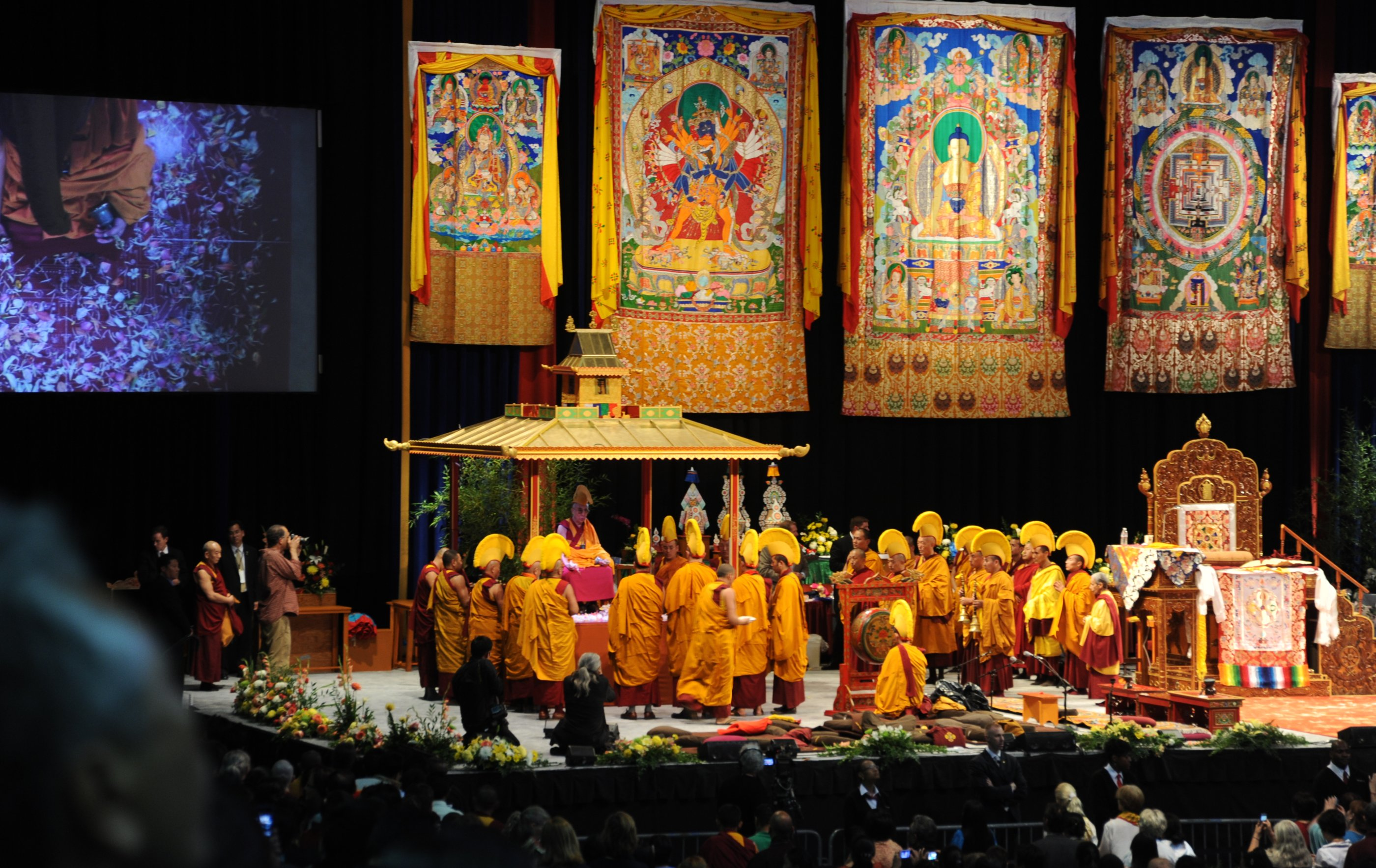
O 14º Dalai Lama rezando no pavilhão, fechando a mandala calachacra e oferecendo flores, durante uma iniciação calachacra em Washington, D.C., 2011.

A maioria das linhagens budistas tibetanas exige que os iniciados pratiquem várias práticas preliminares antes de tentar o Calachacra Ioga propriamente dito. Na escola Jonang, por exemplo, as preliminares comuns são:
1. Refúgio nas três jóias e prostrações
2. Despertar bodicita (a resolução compassiva de despertar para o bem de todos os seres)
3. Meditação e recitação de Vajrasattva para fins de purificação
4. Ofertas de mandala
5. Guru Ioga

Geshe Lharampa Ngawang Dhargyey observa que a bodicita é particularmente essencial, além de ter renúncia e visão correta (essas três práticas comuns também são vistas como necessárias por Sakya Pandita). Sem esses elementos budistas fundamentais (que são compartilhados com o Maaiana comum), a prática tântrica não dará frutos. Gen Lamrimpa também observa que sem grande compaixão maaiana, não se atingirá o estado de Buda através do tantra. Lamrimpa também observa que é preciso ter alguma compreensão da vacuidade antes de receber a iniciação.
Como em todas as práticas vajraianas, um discípulo deve passar por um ritual de iniciação (abhiseka) sob um mestre vajra qualificado para praticar os métodos calachacras. O Kālacakratantra afirma que os discípulos devem investigar cuidadosamente o mestre tântrico de antemão, para não acabar praticando um ensinamento distorcido. O tantra também lista várias qualidades de um mestre tântrico adequado, como ser livre de ganância, ter juramentos tântricos e ser desprovido de aflições mentais (klesa). Um professor corrupto, no entanto, é vaidoso, raivoso e ganancioso.
Existem dois conjuntos principais de iniciações em Calachacra: o conjunto "Entrando como uma criança" e o conjunto "Supremo" de iniciações. O primeiro desses dois conjuntos diz respeito à preparação para as meditações do estágio de geração de Calachacra. A segunda diz respeito à preparação para as meditações do estágio de conclusão conhecidas como os Seis Yogas de Calachacra. Os participantes que não pretendem realizar a prática geralmente recebem apenas as sete iniciações inferiores. Diz-se também que as iniciações tântricas facilitam a purificação das quatro gotas (bindus). As iniciações incluem uma série de atos rituais, meditações e visualizações. As iniciações supremas incluem visualizar-se como a divindade, engajar-se em união erótica com o consorte da divindade e experimentar a bem-aventurança sexual.
As iniciações tântricas incluem conjuntos de votos ou promessas tântricas chamadas samaya (como as catorze quedas de raízes, etc.). Se estes não forem mantidos, a prática não dará frutos. O mesmo se aplica aos Preceitos de Bodisatva.

Após os passos preparatórios terem sido dados, pode-se embarcar na prática real de Calachacra, que se baseia em dois métodos principais. Vesna Wallace descreve isso da seguinte forma:
"Um é um método conceitual de familiarizar-se com a natureza última da própria mente por meio de autossugestão, especificamente por meio de gerar a si mesmo na forma das divindades do kalacakra-mandala. O outro método é um método não conceitual de reconhecimento espontâneo e direto da gnose como a natureza última da própria mente. O primeiro método, que é característico do estágio de geração (utpatti krama), é planejado e baseado na fé na natureza inatamente pura de sua própria mente, e usa principalmente os poderes da imaginação. Embora seja caracterizada pela liberdade de se apegar aos próprios agregados psicofísicos comuns, ou à auto-identidade como um ser comum, ainda é caracterizada por se apegar à auto-identidade imaginada. O segundo método, que é característico do estágio de conclusão (sampatti krama), baseia-se na experiência da bem-aventurança imperecível e na percepção direta da natureza inatamente pura da própria mente, que é desprovida de apegar-se a qualquer identidade."
Ao contrário de outros tantras de anuttara-yoga, o objetivo da prática de Calachacra não é a transformação dos ventos vitais (pranas) em um corpo ilusório, mas o objetivo do sistema calachacra é o "estado sem vento" (avata), que é "a erradicação completa de todos os pranas presentes e futuros." Diz-se que isso leva ao surgimento do corpo da forma vazia ("a forma da vacuidade") e da mente da bem-aventurança imutável.

### Estágio de geração

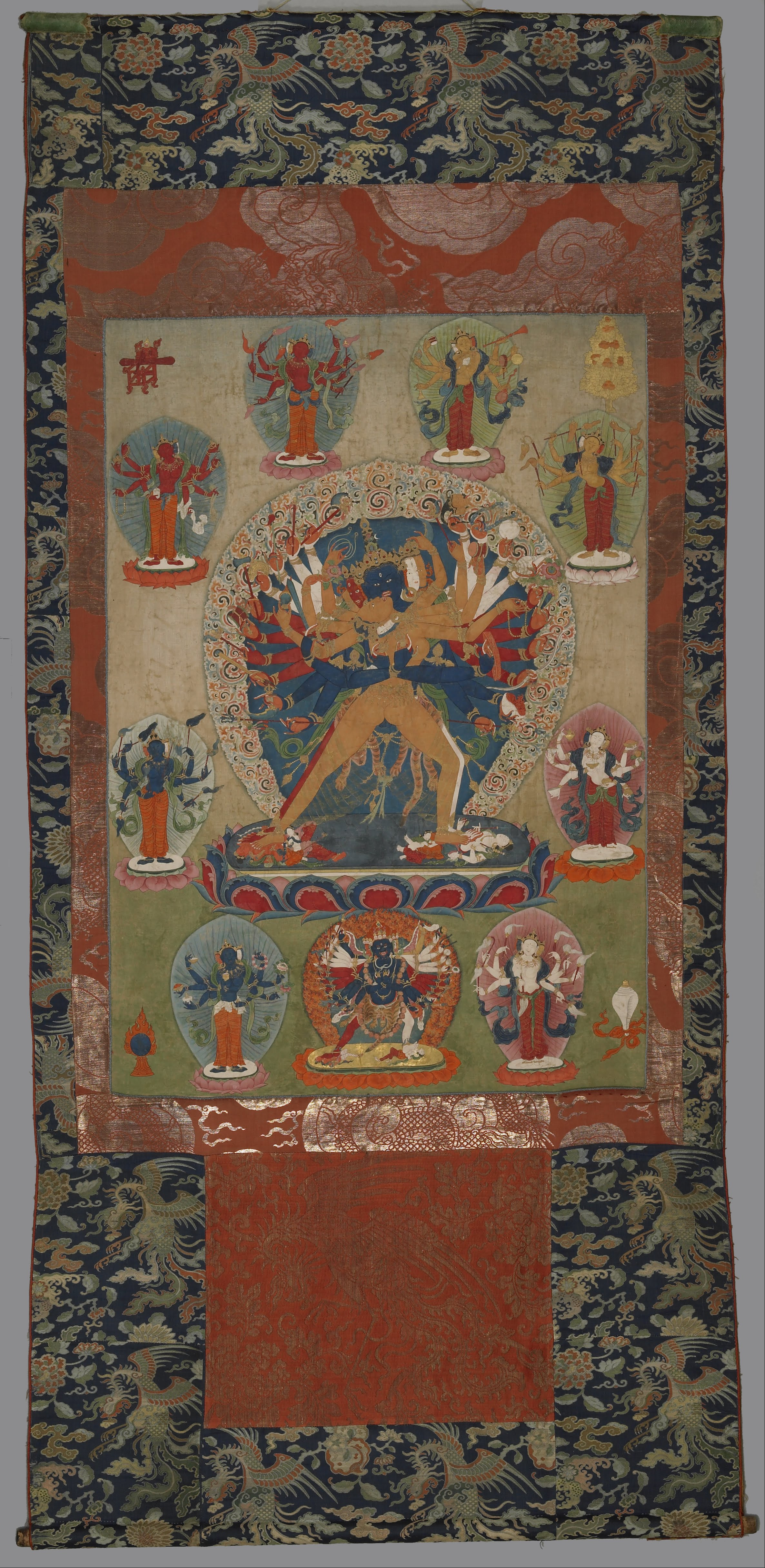
Calachacra e sua assembleia de núcleo.

As práticas do estágio de geração (bskyed rim) geralmente consistem em visualizações meditativas, principalmente de si mesmo como a deidade Calachacra em união com sua consorte Visvamata, e da mandala de calachacra e deidades acompanhantes. A primeira parte deste estágio também é conhecida como ioga da deidade (devata-yoga).
Isso geralmente é precedido por práticas maaianas clássicas, como tomar refúgio, despertar bodicita e assim por diante. Então o meditador "dissolve imaginativamente a estrutura atômica de seu próprio corpo e do corpo do universo", em um processo que supostamente imita o processo de morrer. Então eles meditam sobre a forma vazia. Em seguida, segue a meditação sobre a mandala e de si mesmo como as deidades. As várias características e símbolos da mandala (incluindo as divindades) correspondem a várias doutrinas budistas e a aspectos dos corpos do Buda. Por exemplo, os quatro lados da mandala correspondem às quatro aplicações da atenção plena.

As visualizações também são combinadas com a recitação de mantras. Existem diferentes mantras no sistema, mas o mantra principal é:
Oṃāḥ hūṃ ho haṃ kṣa malavaraya hūṃ phaṭ
Existem também vários sadhanas (textos que descrevem a prática) de diferentes complexidades, a mais complexa das quais pode incluir até 634 deidades, enquanto uma das mais simples inclui nove deidades. Diz-se que a prática do estágio de geração continua a purificar as quatro gotas.
De acordo com Geshe Lharampa Ngawang Dhargyey, não há necessidade de praticar samatha ('quietude clara') separadamente, pois a culminação do estágio de geração leva à obtenção de samatha. Além disso, essa prática também facilita a obtenção do insight (vipasyana) sobre a natureza impermanente, vazia e bem-aventurada das imagens visualizadas.
De acordo com Geshe Lharampa, o principal objetivo do estágio de geração é dissipar as aparências e concepções comuns. Tudo na experiência de uma pessoa (o que ela vê, seus pensamentos, etc.) deve ser visto como sendo a mandala e as deidades. Existem dois elementos disso, o orgulho divino (a autoconfiança de que alguém realmente é a deidade) e a aparência clara (da visualização).
O desenvolvimento do "orgulho divino" é baseado em alguma compreensão da vacuidade da existência inerente das deidades com as quais se está identificando. De fato, de acordo com o Kālacakratantra, a prática do estágio de geração é baseada na compreensão da vacuidade e, portanto, só deve ser feita quando a pessoa tiver alguma percepção da vacuidade. Além disso, também se baseia no entendimento de que a mandala inteira é uma ilusão (maya) e uma ideação (kalpana).
Seguindo a prática da visualização do ioga da deidade, existem duas outras práticas iogues que fazem parte do estágio de geração: o ioga das gotas (bindu-yoga) e o ioga sutil (suksma-yoga). Ambos envolvem um sadhana de bem-aventurança sexual, na maioria das vezes feito com um consorte imaginado ou "gnose-consorte" (jnana-mudra). O ioga das gotas requer a geração de calor interior ou candali (tummo), que incinera os pranas nos canais e permite que a essência seminal ou bodicita flua para os chacras, gerando as quatro bem-aventuranças. Durante a prática do ioga sutil, uma gota de bodicita purificada entra no chacra secreto e sobe pelo canal central gerando as quatro bem-aventuranças e transformando as quatro gotas nos quatro corpos do Buda.

### Seis iogas do estágio de conclusão

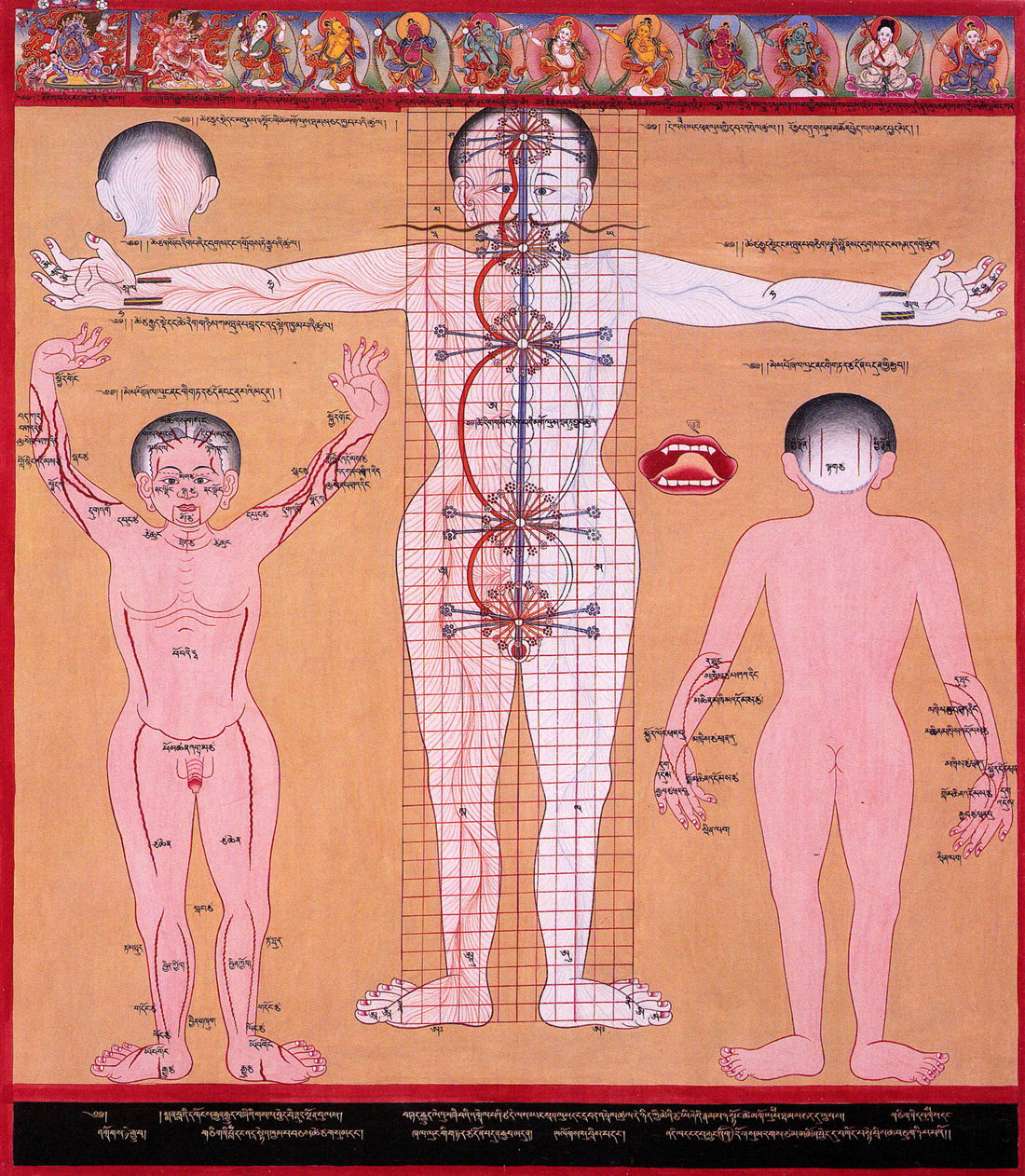
Uma ilustração tibetana representando o canal central e os dois canais laterais, bem como cinco chacras onde os canais se enrolam. O sistema calachacra adiciona mais um chacra na coroa da cabeça, o Ushnisha.

No Calachacra, o ioga do estágio de geração é visto como sendo caracterizado pela ideação ou imaginação (kalpana), e, portanto, só pode induzir indiretamente o despertar espiritual (assim como os siddhis mundanos). Os iogas do Estágio de Conclusão, no entanto, são vistos como livres de ideação, não planejados e não conceituais (já que seu foco é a forma da vacuidade, não a forma corporal da divindade). Eles são, portanto, os iogas mais importantes para a obtenção direta do mahamudra-siddhi (ou seja, prajnaparamita) e, portanto, para a obtenção da Budeidade.
As práticas do Estágio de Conclusão do sistema calachacra (rdzogs rim) incluem um conjunto de práticas conhecido como "Ioga de Seis Fases" (Ṣaḍaṅga-yoga, sbyor drug) também conhecido como "Seis Vajra-Iogas". Este sistema tem uma estreita conexão com os sistemas indianos anteriores de seis fases de ioga, o primeiro dos quais aparece no Maitri Upanishad. As práticas do ioga de seis fases são baseadas no sistema do corpo sutil de canais (nadis), ventos (lung, prana), gotas (bindus) e chacras, e requerem uma base de prática do estágio de geração. Os seis iogas são os seguintes:
- O Ioga da Retração (pratyāhara, sor sdud pa). Esta prática envolve trazer os ventos vitais (pranas) para o canal central onde são dissolvidos. Isso é feito focando a mente na abertura do canal central no topo da testa com os olhos abertos e um olhar para cima (o "olhar de Ushnishacakri"). Quando os ventos vitais param de fluir nos canais laterais, a conexão entre as cinco faculdades dos sentidos e seus objetos é cortada e o desejo por coisas materiais diminui. Quando isso acontece, surgem sinais extraordinários que também são chamados de formas vazias (o sinal da fumaça, uma miragem, vaga-lumes, uma lâmpada, uma chama, a lua, o sol, a forma suprema e uma gota/bindu) e se tornam mais vívidos quanto mais estabilizada a mente se torna. Os primeiros quatro sinais aparecem ao praticar à noite ou em um espaço fechado escuro e os outros aparecem durante a prática durante o dia e ao meditar em espaço aberto. Uma gota/bindu com um Buda no centro aparecerá como o décimo sinal.[123]
- Ioga da Meditação (dhyāna, bsam gtan). Este ioga refere-se à absorção meditativa na "forma que tudo permeia" (visva-bimba), que também é praticada com o olhar de Ushnishacakri. É definida como uma mente que se unificou com a forma vazia como um objeto e tem os cinco fatores de sabedoria (prajna), investigação (tarka), análise (vicara), alegria (rati) e bem-aventurança imutável (acala-sukha). Os dez sinais também podem reaparecer espontaneamente. A prática diurna deste ioga é alcançada olhando para o céu sem nuvens com as costas voltadas para o sol até que uma linha preta brilhante apareça no centro do signo da gota. O corpo do Buda aparecerá no canal central, parecendo a imagem do sol na água com todas as cores.[124]
- Ioga do Controle do Vento (prāṇāyāma, srog rtsol). Concentrando-se no chacra umbilical, a pessoa atrai e estabiliza os pranas nesse chakra, que é a sede da gota associada ao quarto estado da mente (turiya). Então a pessoa apreende e move a forma surgida do sambhogakaya de Calachacra para o umbigo onde se funde com a gota. As deidades permanecem no chacra umbilical e depois sobem e descem pelo canal central durante o processo de inspiração e expiração. A respiração externa cessa e o meditador pratica kumbhaka (retenção da respiração). Isso permite estabilizar a mente no chakra umbilical, o que leva ao surgimento do calor interior (candali, tummo) que derrete as quatro gotas. A pessoa então experimenta as quatro bem-aventuranças.[125]
- Ioga da Retenção (dharāṇā, 'dzin pa). Isso envolve a unificação dos ventos vitais ou pranas no chacra umbilical acompanhada pela manifestação de Calachacra e consorte, seguida pela concentração sequencial nos chacras do coração, garganta, testa e ushnisha que fazem com que os pranas dissolvam os quatro elementos do água, fogo, vento e espaço associados a esses chacras. Isso leva à experiência das quatro bem-aventuranças. Depois, os pranas cessam e a mente se unifica. Apreende-se então a forma da vacuidade (sunyata-bimba).[126]
- Ioga da Recordação (anusmṛiti, rjes dran). Esta é a união não conceitual da mente com a forma vazia. A pessoa percebe inúmeros raios de luz consistindo de cinco cores no chacra do umbigo. Isso resulta na realização da forma de gnose (jnana-bimba) ou a forma vazia. A pessoa se purifica e aparece como um disco imaculado de luz.[126]
- Ioga de Samádi (ting nge 'dzin). As gotas vermelhas e brancas são empilhadas ao longo do canal central causando felicidades imutáveis, a cessação de todos os pranas e a transformação do corpo material em um corpo que não é material, o corpo da forma vazia, que também são os quatro corpos do Buda. De acordo com Wallace: "o próprio objeto da gnose (jneya) e da gnose (jnana) tornam-se unificados e dão origem à felicidade suprema e imperecível. Por essa razão, o samadhi que é praticado aqui é definido como 'uma concentração meditativa na forma de gnose (jnana-bimba).' Também é interpretado como a bem-aventurança imperecível que surge da união do objeto apreendido  (grahya) e do sujeito apreendedor (grahaka)".[127]

## História

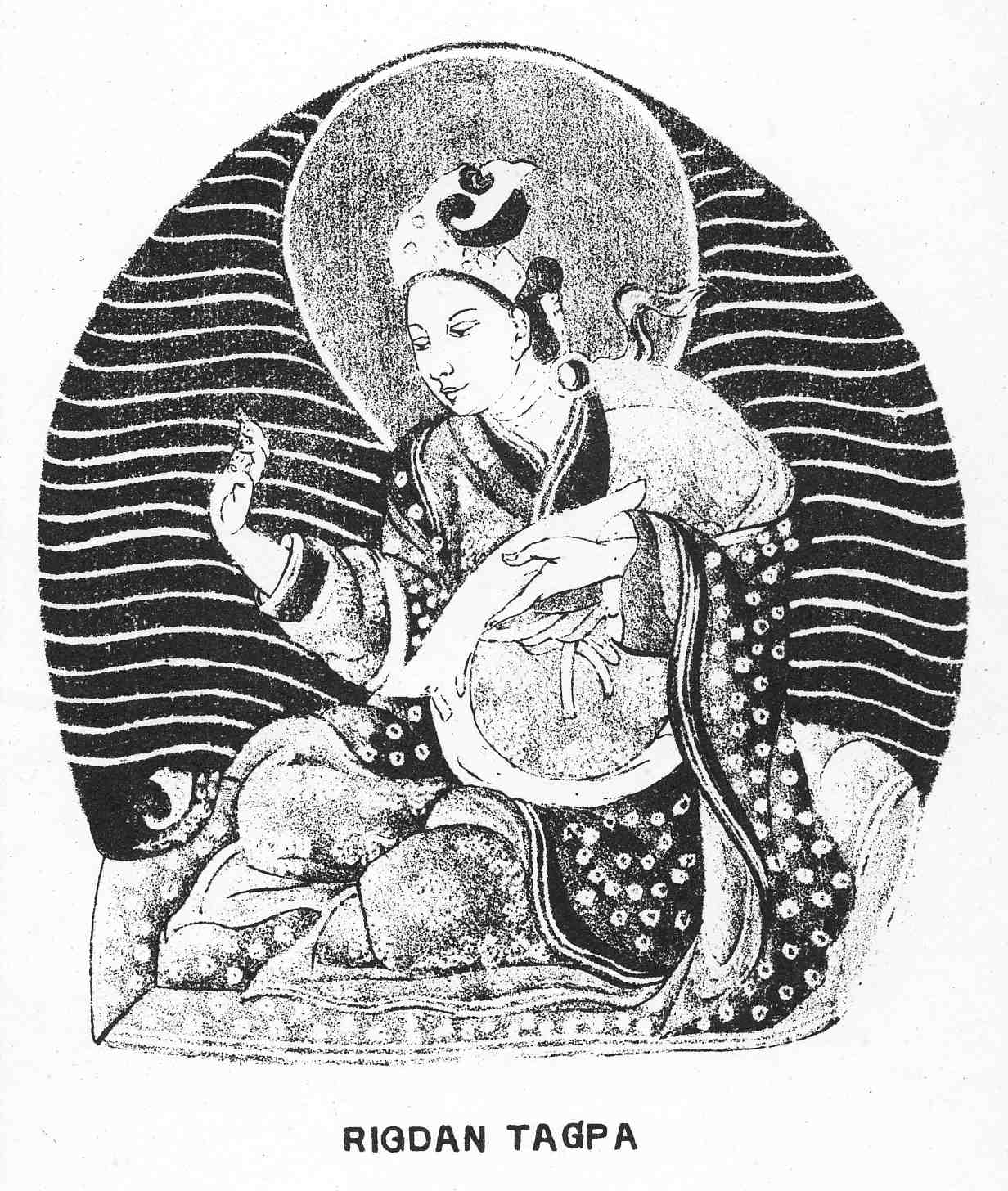
Mañjushrīkīrti (THL Jampel Drakpa), Rei de Shambala

### Origens
De acordo com a tradição calachacra, o Buda Sakyamuni se manifestou como as deidades calachacras e ensinou o tantra raiz calachacra em uma estupa em Dharanikota (perto da moderna Amaravati, Andra Pradexe). Ele fez isso enquanto supostamente se bilocava (aparecendo em dois lugares simultaneamente) ao mesmo tempo em que também entregava os sutras Prajñāpāramitā em Griddhraj Parvat em Biar.[carece de fontes?]
Junto com o rei Suchandra, noventa e seis reis menores e emissários de Shambhala também teriam recebido os ensinamentos. Assim, o Calachacra passou diretamente para o reino de Shambhala, onde foi mantido exclusivamente por centenas de anos. Reis posteriores de Shambhala, Mañjushrīkīrti e Pundarika, teriam condensado e simplificado os ensinamentos no Śri Kālacakra ou Laghutantra e seu principal comentário, o Vimalaprabha, que permanece até hoje como o coração da literatura Kālacakra. Fragmentos do tantra original sobreviveram; o fragmento mais significativo, o Sekkodesha, foi comentado por Naropa.
Diz-se que Mañjuśrīkīrti nasceu em 159 a.C. e governou Shambhala e 100.000 cidades. Em seu domínio viviam 300, 510 bárbaros mleccha com crenças heréticas em Nimai sinta (sol). Ele expulsou todos esses hereges de seus domínios, mas eles aceitaram o budismo e pediram permissão para retornar. Ele aceitou suas petições e ensinou-lhes os ensinamentos Kālacakra. Em 59 a.C. ele abdicou de seu trono para seu filho, Puṇḍārika, e morreu logo depois, entrando no saṃbhogakaya do estado de Buda.
Existem atualmente duas tradições textuais principais de Calachacra no budismo tibetano, a linhagem Ra ( em tibetano: Wylie: rva lugs) da Ra Lotsawa e a linhagem Dro (em tibetano: Wylie: bro lugs) de Drolo Sherap Drak. Em ambas as tradições, o Kālacakratantra e seus comentários relacionados foram devolvidos à Índia em 966 EC por um pândita indiano. Na tradição Ra esta figura é conhecida como Chilupa, e na tradição Dro como Kālacakrapada, o Maior. Diz-se que Chilupa partiu para receber os ensinamentos calachacras em Shambhala, ao longo da jornada para a qual encontrou uma manifestação de Manjuśrī, que lhe deu a iniciação Kalacakra. Ele então disseminou os ensinamentos Kalacakra na Índia.
De acordo com Vesna Wallace, a propagação dos ensinamentos calachacras na Índia data do século XI.

### Difusão ao Tibete

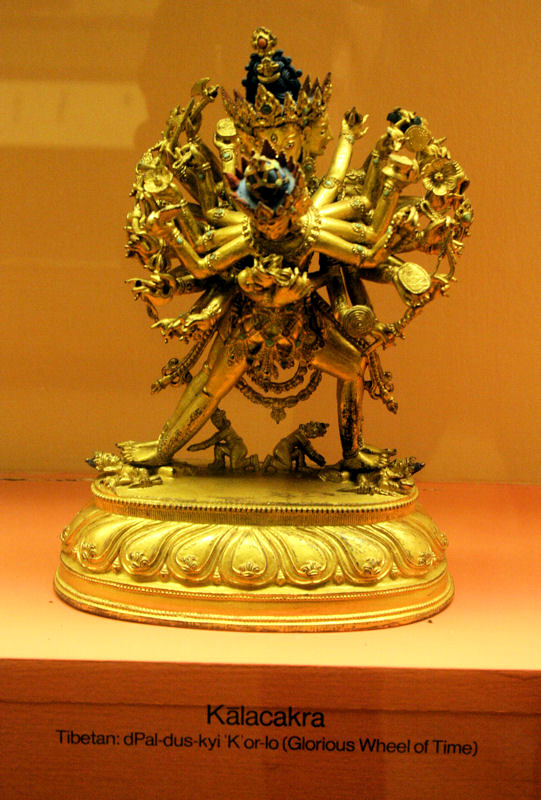
Estátua de Calachacra no Museu Americano de História Natural, Nova Iorque

De acordo com Tāranātha, dezessete linhagens distintas de Calachacra que vieram da Índia para o Tibete foram registradas e compiladas pelo mestre Jonang, Kunpang Chenpo. As duas principais linhagens destas que são praticadas hoje são a linhagem Dro e a linhagem Ra, ambas as linhagens foram fundadas por discípulos de um mestre indiano chamado Nalandapa.
A linhagem Ra tornou-se particularmente importante na escola Sakya do budismo tibetano, onde foi mantida por mestres proeminentes como Sakya Pandita (1182–1251), Drogön Chögyal Phagpa (1235–1280), Butön Rinchen Drup (1290–1364) e Dölpopa Sherap Gyeltsen (1292-1361). Os dois últimos, os quais também possuíam a linhagem Dro, são expositores particularmente bem conhecidos do Calachacra no Tibete, cuja prática se diz ter informado muito a exposição da filosofia shentong de Dölpopa. Uma forte ênfase na prática calachacra e exposição da visão shentong foram as principais características distintivas da escola Jonang que traça suas raízes até Dölpopa.
Hoje, Calachacra é praticado por todas as escolas do budismo tibetano, embora seja mais proeminente em Gelug e Jonang. É a principal prática tântrica para os jonangpa, cuja escola persiste até hoje com um pequeno número de mosteiros em Kham, Qinghai e Sichuan.

## Linhagens de Calachacra
Butön Rinchen Drup teve uma influência considerável no desenvolvimento posterior das tradições Gelug e Sakya de Calachacra, enquanto Dölpopa e Tāranātha foram as principais figuras que desenvolveram a tradição Jonang na qual o Kagyu, Nyingma e o ramo Tsarpa do Sakya se baseiam. A tradição Jonang usa principalmente os textos dos mestres Jonang Bamda Gelek Gyatso e Tāranātha para ensinar Calachacra. Os Nyingma e Kagyu confiam nas obras calachacras de Jamgon Ju Mipham Gyatso e Jamgon Kongtrul, ambos com forte interesse na tradição calachacra Jonang. O ramo Tsarpa do Sakya mantém a linhagem de prática para o ioga de seis ramos de Calachacra na tradição Jonang.
Houve muitas outras influências e muita fertilização cruzada entre as diferentes tradições, e de fato o 14º Dalai Lama afirmou que é aceitável para aqueles iniciados em uma tradição calachacra praticar em outras.

### Jonang

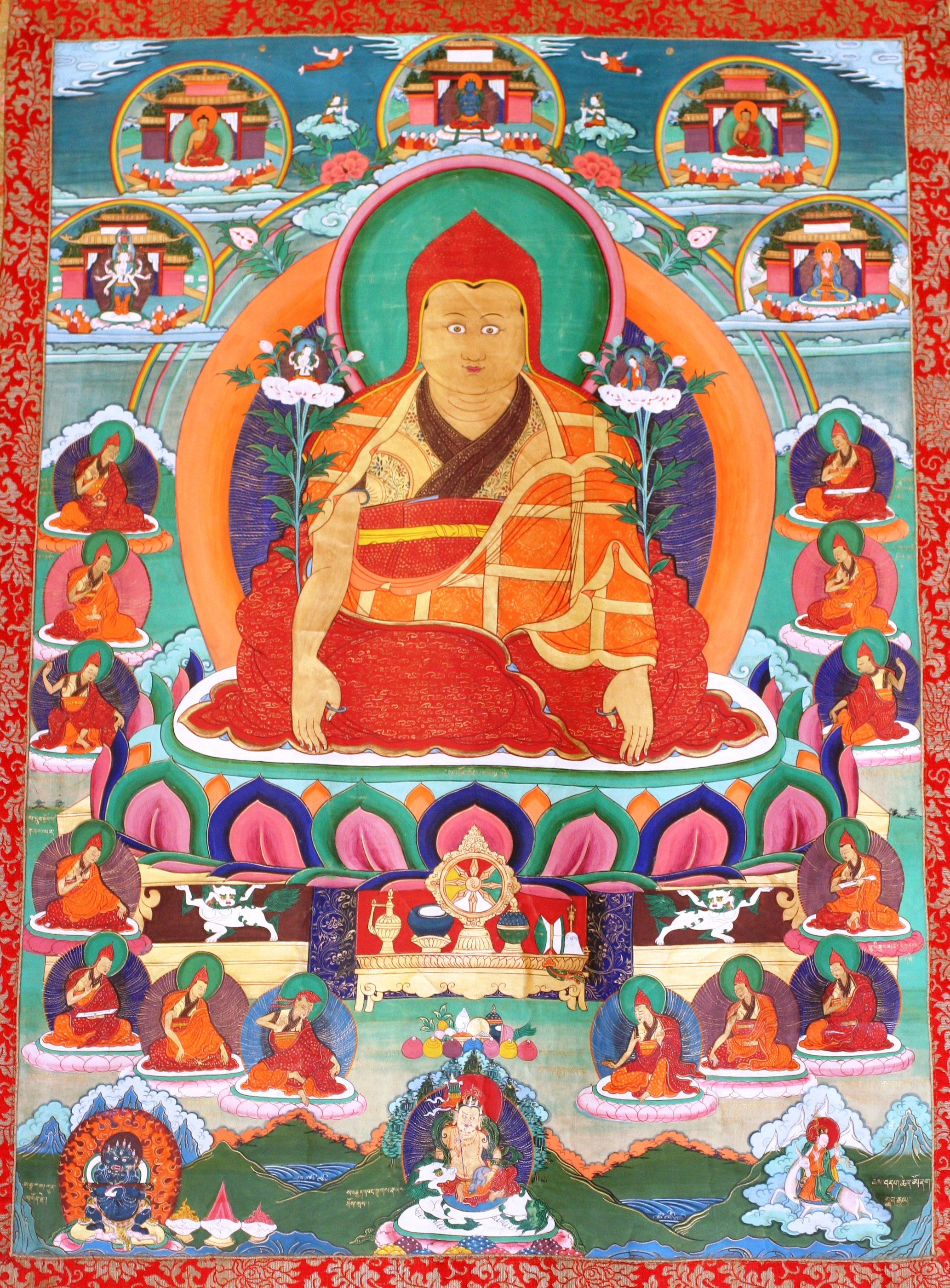
Thangkha de Dolpopa Sherab Gyaltsen

Um dos principais promotores do Calachacra no Tibete foram eruditos-iogues da escola Jonang, como Dolpopa Sherab Gyaltsen (1292–1361) e Tāranātha (1575–1634). De fato, a tradição Jonang é especializada em Calachacra, sua prática (especialmente a das seis vajra iogas), sua filosofia e seus rituais. Isso começou com o trabalho de Kunpang Thukje Tsöndru (1243-1313), que sintetizou dezessete linhagens de transmissão diferentes do vajraioga sêxtuplo calachacra na tradição calachacra Jonang. Jonang é particularmente importante porque preservou este sistema calachacra completo (que agora entrou em outras escolas como Kagyu e Nyingma).
No século XVII, o governo do 5º Dalai Lama proibiu a escola Jonang, fechando ou convertendo à força a maioria de seus mosteiros e proibindo seus escritos. A tradição Jonang sobreviveu e agora é oficialmente reconhecida pelo governo tibetano em exílio como uma quinta escola do budismo tibetano. Khenpo Kunga Sherab Rinpoche e Khentrul Rinpoche são mestres contemporâneos de Calachacra jonangpa.

### Gelug

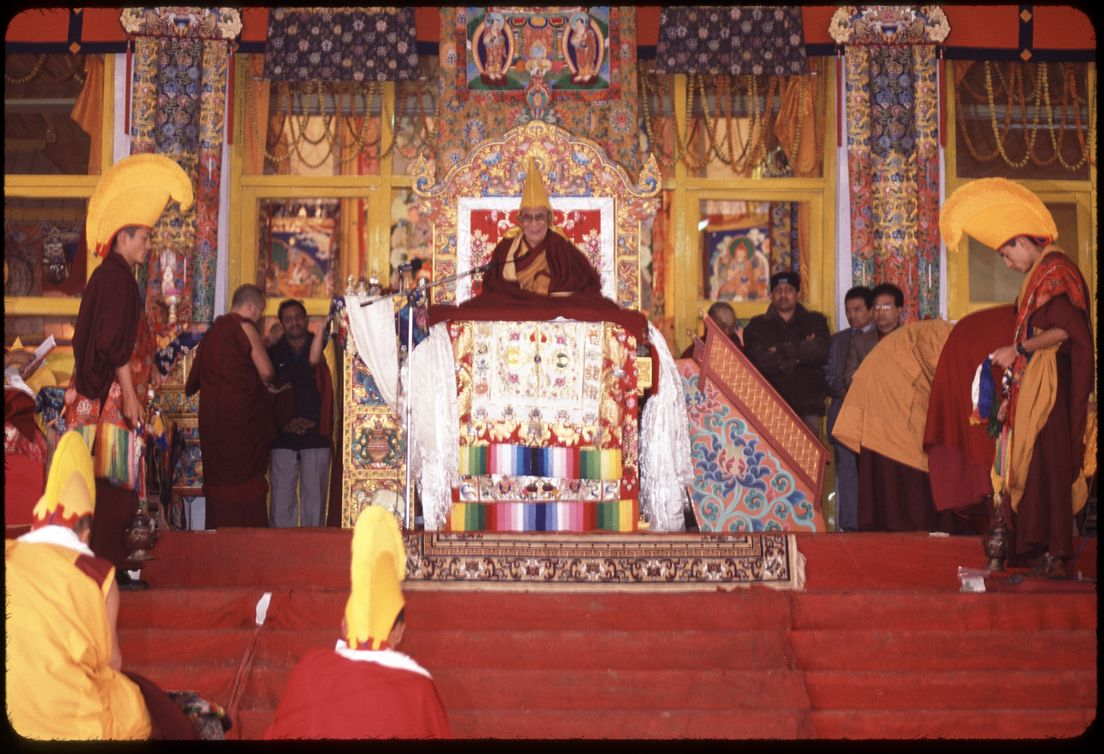
O Dalai Lama presidindo a iniciação calachacra em Bodh Gaya, Índia, em janeiro de 2003.

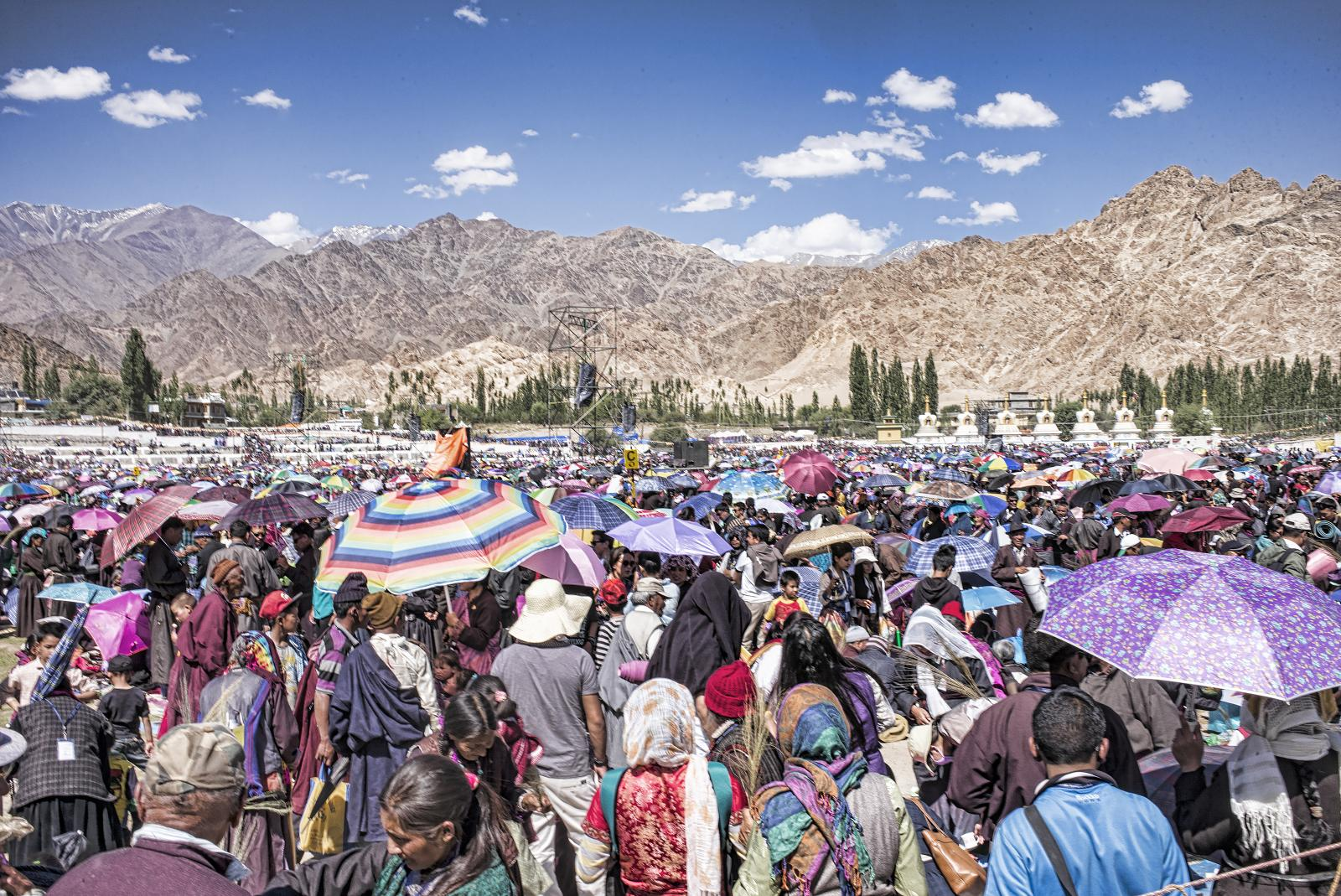
Uma cerimônia de iniciação em Ladaque, 2014.

Os Dalai Lamas tiveram interesse específico na prática calachacra, particularmente o Primeiro, Segundo, Sétimo, Oitavo e o atual (Décimo Quarto) Dalai Lama. O atual Dalai Lama deu mais de trinta iniciações calachacra em todo o mundo, e é o mais proeminente detentor da linhagem calachacra vivo hoje. Anunciadas como o "Kālacakra para a Paz Mundial", elas atraem dezenas de milhares de pessoas. Geralmente, é incomum que as iniciações tântricas sejam dadas a grandes assembleias públicas, mas o calachacra sempre foi uma exceção.
A 33ª cerimônia de Calachacra do 14º Dalai Lama foi realizada em Leh, Ladakh, Índia, de 3 a 12 de julho de 2014. Cerca de 150.000 devotos e 350.000 turistas eram esperados para participar do festival.
O Dalai Lama, Kalu Rinpoche e outros afirmaram que a exposição pública deste tantra é necessária na atual era degenerada. A iniciação pode ser recebida simplesmente como uma bênção para a maioria dos participantes, no entanto, muitos dos participantes mais qualificados aceitam os compromissos e, posteriormente, se envolvem na prática.
Kirti Tsenshab Rinpoche (1926–2006), o 9º Jebtsundamba Khutughtu, Jhado Rinpoche e o falecido Gen Lamrimpa (falecido em 2003) também estavam entre os proeminentes mestres Gelugpa Kālacakra.

### Kagyu
A tradição calachacra praticada nas escolas Karma Kagyu e Shangpa Kagyu é derivada da tradição Jonang e foi amplamente sistematizada por Jamgon Kongtrul, que escreveu o texto que agora é usado para capacitação. O 2º e 3º Jamgon Kongtrul (1954–1992) também foram titulares proeminentes da linhagem Kalacakra, com o 3º Jamgon Kongtrul dando a iniciação publicamente na América do Norte em pelo menos uma ocasião (Toronto 1990).
O principal detentor da linhagem Kālacakra para a linhagem Kagyu foi Kalu Rinpoche (1905–1990), que deu a iniciação várias vezes no Tibete, Índia, Europa e América do Norte (por exemplo, Nova Iorque 1982). Após sua morte, este manto foi assumido por seu filho de coração, Bokar Tulku Rinpoche (1940–2004), que por sua vez o passou para Khenpo Lodro Donyo Rinpoche. O Mosteiro Bokar, do qual Donyo Rinpoche é agora o chefe, apresenta uma estupa de calachacra e é um centro de retiro proeminente para a prática na linhagem Kagyu.
Tenga Rinpoche também foi um proeminente detentor kagyu do Calachakra; ele deu a iniciação em Grabnik, Polônia, em agosto de 2005. Lopon Tsechu realizou iniciações calachacra e construiu a estupa de calachacra no centro budista Karma Guen, no sul da Espanha. Outro proeminente mestre calachacra é o Segundo Beru Khyentse.
Chögyam Trungpa, embora não seja um mestre notável de Calachacra, tornou-se cada vez mais envolvido mais tarde em sua vida com o que ele chamou de ensinamentos de Shambhala, derivados em parte da tradição Kalacakra, em particular, o terma mental que ele recebeu do Kalki.

### Nyingma
Entre os proeminentes mestres recentes e contemporâneos calachacra nyingma estão Dzongsar Khyentse Chökyi Lodrö (1894–1959), Dilgo Khyentse (1910–1991) e Penor Rinpoche (1932–2009).

### Sakya

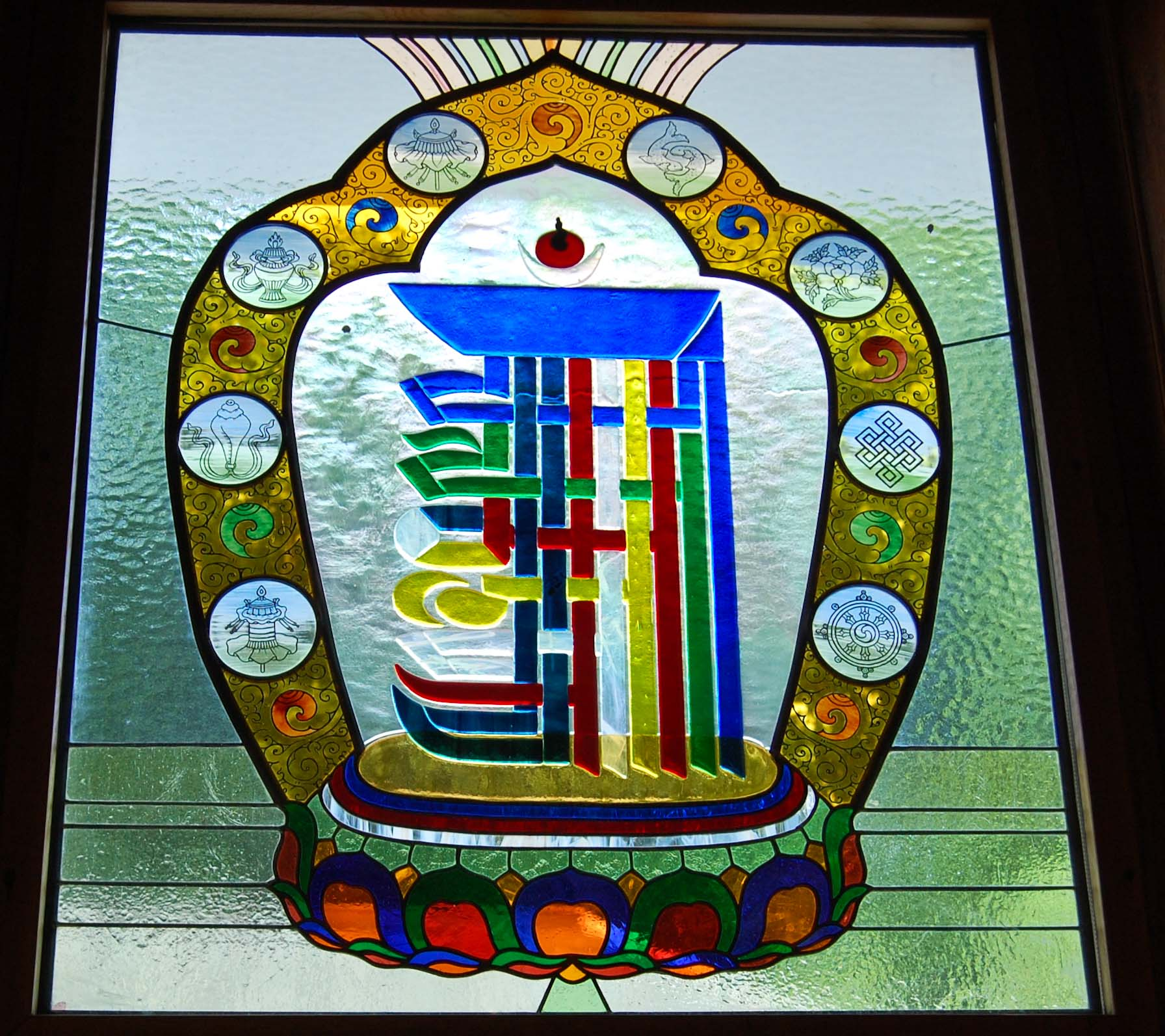
Símbolo calachacra O Dez Vezes Poderoso em vitrais

Sakya Trizin, o atual chefe da linhagem Sakya, deu a iniciação calachacra muitas vezes e é um mestre reconhecido da prática.
O mestre Sakya H. E. Chogye Trichen Rinpoche é um dos principais detentores dos ensinamentos calachacra. Chogye Rinpoche é o chefe da Escola Tsharpa, uma das três principais escolas da tradição Sakya do budismo tibetano. Chogye Trichen Rinpoche é o detentor de seis diferentes iniciações calachacra, quatro das quais, Bulug, Jonang, Maitri-gyatsha e Domjung, estão contidas no Gyude Kuntu, a Coleção de Tantras compilada por Jamyang Khyentse Wangpo e seu discípulo Loter Wangpo. Rinpoche ofereceu todas essas seis iniciações a Sakya Trizin, o chefe da Escola Sakya do Budismo Tibetano. Rinpoche deu a iniciação calachacra no Tibete, Mustang, Katmandu, Malásia, Estados Unidos, Taiwan e Espanha, e é amplamente considerado como uma autoridade definitiva em Calachacra. Em 1988 viajou para os Estados Unidos, dando a iniciação e instruções completas na prática do Vajraioga de Calachacra de seis ramos de acordo com a tradição Jonangpa em Boston.

## Iconografia
A iconografia tântrica, incluindo armas afiadas, escudos e cadáveres, também aparece em conflito com os princípios da não-violência, mas representa a transmutação da agressão em um método para superar a ilusão e o ego. Tanto Calachacra quanto seu protetor dharmapala Vajravega seguram uma espada e um escudo em suas segundas mãos direita e esquerda. Esta é uma expressão do triunfo do Buda sobre o ataque de Mara e sua proteção a todos os seres sencientes. O pesquisador de simbolismo Robert Beer escreve o seguinte sobre a iconografia tântrica de armas e menciona o campo mortuário:
"Muitas dessas armas e implementos têm suas origens na arena irada do campo de batalha e no reino fúnebre dos campos mortuários. Como imagens primitivas de destruição, matança, sacrifício e necromancia, essas armas foram arrancadas das mãos do mal e se voltaram―como símbolos―contra a raiz última do mal, a identidade conceitual de egolatria que dá origem aos cinco venenos da ignorância, desejo, ódio, orgulho e ciúme. Nas mãos de siddhas, dakinis, deidades íidam iradas e semi-iradas, deidades protetoras ou dharmapalas, esses instrumentos tornaram-se símbolos puros, armas de transformação e uma expressão da compaixão irada das deidades que destrói impiedosamente as múltiplas ilusões do ego humano inflado."